# Постачання зброї та обладнання в Росію під час російського вторгнення
Техніку зазначено відповідно до інформації з відкритих джерел.

## Загальна інформація
Військові витрати російського бюджету:
| рік                           | 2014 | 2015 | 2016 | 2017 | 2018 | 2019 | 2020 | 2021 | 2022        | 2022      | 2023 | 2024  | 2025  |
| ----------------------------- | ---- | ---- | ---- | ---- | ---- | ---- | ---- | ---- | ----------- | --------- | ---- | ----- | ----- |
|                               |      |      |      |      |      |      |      |      |             |           |      |       |       |
| військові видатки у RUB, млрд | 2500 | 3286 | 3145 | 2836 | 2800 | 2998 | 3300 | 3600 | заплановано | витрачено | 6400 | 10800 | 13500 |
| військові видатки у RUB, млрд | 2500 | 3286 | 3145 | 2836 | 2800 | 2998 | 3300 | 3600 | 3600        | 4680      | 6400 | 10800 | 13500 |
| військові видатки у USD, млрд | 64   | 54   | 47   | 49   | 44   | 46   | 46   | 49   | 53          | 69        | 74   | 120   | 139   |
| середньорічний курс USD/RUB   | 39   | 61   | 67   | 58   | 63   | 65   | 72   | 74   | 68          | 68        | 86   | 93    | 97    |

## БпЛА

### Постачання нової зброї російського виробництва
9 січня 2024 року стало відомо що російські конструктори збільшують дальність польоту FPV-дронів та їх стійкість до засобів радіоелектронної боротьби. 3 березня завершили розробку нового баражуючого боєприпасу «Скальпель», а сам БпЛА заплановано почати масово виробляти у 2024 році.
| назва | тип                          | к-ть | подробиці |
| --- | ---------------------------- | ---- | --- |
| деревʼяний БпЛА | деревʼяний БпЛА              | —    | 21.05.23 було показано один із захоплених дерев’яних безпілотників, підбитого на початку травня у прикордонні Сумщини                   |
| БпЛА «Партизан» | БпЛА на базі Ан-2            | —    | 07.08.23 стало відомо що у РФ планують створити перші 10 важких БпЛА «Партизан» на базі нелегальної копії Ан-2                          |
| у вересні 2023 року стало відомо про перші спроби використання БпЛА «Скальпель», які ймовірно є модифікованими китайськими БпЛА                                                                                                  |                              |      | |
| 11.10.23 стало відомо що ЗС РФ модернізували БпЛА ZALA «Ланцет» і збільшили дальність польоту до 60-70 км |                              |      | |
| «Італмас» | баражуючий боєприпас         | —    | 24.10.23 Інститут вивчення війни повідомив про таке припущення у своєму зведенні за підсумками доби                                     |
| «Виріб-53» | баражуючий боєприпас         | —    | 03.11.23 стало відомо початок використання російськими військовими новими типами БпЛА                                                   |
| «Виріб-54» | баражуючий боєприпас         | —    | 03.11.23 стало відомо початок використання російськими військовими новими типами БпЛА                                                   |
| 09.11.23 стало відомо про нову модифікацію БпЛА ZALA «Ланцет», у момент наближення до об’єкту на необхідну відстань дрон ініціює бойову частину, сформований вибухом кумулятивний струмінь пролітає останні метри та уражає ціль |                              |      | |
| «Терміт» | безпілотний ударний вертоліт | —    | 24.11.23 стало відомо про виробництво безпілотних апаратів                                                                              |
| «МіС-35» | гексакоптер                  | —    | 30.07.24 стало відомо про початок виробництва нового типу безпілотника                                                                  |
| «Пародія» | дрон-приманка                | —    | 07.11.24 перший такий дрон був збитий у Молдові, використовуються окупантами для відволікання вогню української протиповітряної оборони |
| «Молнія-1» | баражуючий боєприпас         | —    | восени 2024 року стало відомо про використання російськими військовими нових видів безпілотників                                        |
| «Молнія-2» | баражуючий боєприпас         | —    | восени 2024 року стало відомо про використання російськими військовими нових видів безпілотників                                        |
| «Бандероль» | баражуючий боєприпас         | —    | весною 2025 року стало відомо про використання російськими військовими нового ударного БпЛА                                             |

### Постачання з-за кордону
25 лютого 2023 року стало відомо що влада Китаю розглядає можливість надання РФ безпілотників і боєприпасів для використання у війні проти України, зокрема БпЛА ZT-180 які є схожими до іранських безпілотника-камікадзе Shahed 136. 8 листопада 2023 року стало відомо що Москва просить повернути більше сотні раніше проданих двигунів для гелікоптерів із Єгипту, Пакистану, Білорусі та Бразилії.
| назва | назва      | тип                  | к-ть    | подробиці |
| ----- | ---------- | -------------------- | ------- | --- |
| Іран  | Shahed 136 | баражуючий боєприпас | 13 300+ | 12.09.22 вперше задокументоване використання баражуючого боєзапасу Shahed-136 у війні з РФ, 13 315 станом на серпень 2024 |
| Іран  | Mohajer-6  | розвідувальний БпЛА  | —       | 23.09.22 вперше задокументоване їхнє використання у війні                                                                 |
| Іран  | Shahed 131 | баражуючий боєприпас | —       | 13.10.22 вперше задокументоване їхнє використання у війні                                                                 |
| Іран  | Shahed 129 | ударний БпЛА         | —       | 12.02.23 стало відомо про можливе постачання                                                                              |
| Іран  | Shahed 191 | ударний БпЛА         | —       | 12.02.23 стало відомо про можливе постачання                                                                              |
| КНР   | дрон       | дрон                 | 1 000   | 19.08.23 стало відомо про постачання 1000 дронів з Китаю до РФ напередодні повномасштабного вторгнення                    |
| Іран  | Shahed 238 | ударний БпЛА         | —       | 08.01.24 українська протиповітряна оборона збила перший ударний дрон «Shahed 238» з китайським реактивним двигуном        |
| КНР   | «Гарпія-3» |                      | —       | 25.09.24 зʼявилася інформація що у КНР для російського підприємства почали виготовляти нові безпілотники «Гарпія-3»       |

### Трофеї
| назва             | тип                 | к-ть | подробиці                                        |
| ----------------- | ------------------- | ---- | ------------------------------------------------ |
| Фурія             | розвідувальний БПЛА | 21   | відомо про 21 захоплений БПЛА станом на 25.10.23 |
| Лелека-100        | розвідувальний БПЛА | 12   | відомо про 12 захоплених БПЛА станом на 25.10.23 |
| RQ-20 Puma        | розвідувальний БПЛА | 8    | відомо про 8 захоплених БПЛА станом на 25.10.23  |
| АСУ-1 «Валькірія» | розвідувальний БПЛА | 5    | відомо про 5 захоплених БПЛА станом на 25.10.23  |

## Авіація

### Зняті з озброєння засоби та розконсервація
У березні 2024 року була озвучена можливість переобладнання військово-транспортних літаків Ан-12 у літаки дальнього радіолокаційного стеження взамін збитих А-50.
| назва | тип                          | створення | знято з озброєння | подробиці |
| ----- | ---------------------------- | --------- | ----------------- | --- |
| Су-24 | бомбардувальник              | 1970      | 2016              | задокументовано щонайменше 12 знищених та пошкоджених Су-24 станом на 24.11.23                                                                   |
| М-55  | висотний літак-розвідник     | 1988      | 2017              | міноборони Великої Британії повідомило що росіяни «ймовірно планують повернути в стрій» рідкісний висотний розвідувальний літак М-55 «Геофизика» |
| Як-52 | спортивно-тренувальний літак | 1979      | —                 | 17.05.25 стало відомо що росіяни переобладнали навчально-тренувальний літак Як-52 для протидії дронам                                            |

### Постачання нової зброї російського виробництва
У жовтні 2023 року супутник зафіксував розбудову низки підприємств військового і подвійного призначення, появу нових ангарів та цехів Казанського авіаційного заводу, Іркутського авіаційного заводу та Уральського заводу цивільної авіації.
| назва       | тип                          | к-ть | подробиці |
| ----------- | ---------------------------- | ---- | --- |
| Су-35C      | багатоцільовий винищувач     | 3    | 10.09.22 було передано три винищувачі |
| Су-30СМ2    | багатоцільовий винищувач     | 2+   | 21.11.22 стало відомо про постачання |
| Як-130      | навчально-бойовий літак      | 2+   | 21.11.22 стало відомо про постачання |
| Су-35C      | винищувач                    | 4    | 03.12.22 було передано невстановлену кількість винищувачів |
| Іл-76МД-90А | транспортний літак           | 4    | 03.12.22 відбулося постачання четвертого літака Іл-76МД-90А протягом 2022 року                                                                                                |
| Су-57       | винищувач                    | 4    | 28.12.22 стало відомо про постачання |
|             |                              |      | |
| Су-34М      | винищувач-бомбардувальник    | 3    | 02.01.23 стало відомо про постачання |
| Су-34       | багатоцільовий винищувач     | 2    | 01.06.23 стало відомо про постачання |
| Су-35C      | багатоцільовий винищувач     | 2+   | 23.06.23 стало відомо про постачання |
| Су-30СМ2    | багатоцільовий винищувач     | 2+   | 03.07.23 стало відомо про постачання |
| Су-35C      | багатоцільовий винищувач     | 2+   | 13.07.23 стало відомо про постачання |
| Як-130      | навчально-бойовий літак      | 2+   | 13.07.23 стало відомо про постачання |
| А-50У       | літак ДРЛВ                   | 1    | 22.09.23 стало відомо що повітряно-космічні сили РФ отримали довгоочікуваний літак дальнього радіолокаційного виявлення А-50У                                                 |
| Су-35C      | багатоцільовий винищувач     | 2+   | 28.09.23 стало відомо про постачання |
| Су-57       | багатоцільовий винищувач     | 2+   | 28.09.23 стало відомо про постачання |
| МіГ-35С     | багатоцільовий винищувач     | 6    | 08.10.23 стало відомо про постачання шести бортів впродовж 2018-2023 років |
| Су-34М      | багатоцільовий винищувач     | 2    | 09.10.23 стало відомо про постачання |
| Су-35C      | багатоцільовий винищувач     | 2+   | 25.10.23 стало відомо про постачання |
| Су-34М      | багатоцільовий винищувач     | 2    | 22.11.23 стало відомо про постачання |
| Су-35C      | багатоцільовий винищувач     | 2+   | 24.11.23 стало відомо про постачання |
| Су-30СМ2    | багатоцільовий винищувач     | 2+   | 02.12.23 стало відомо про постачання |
| Су-57       | багатоцільовий винищувач     | 2+   | 27.12.23 стало відомо про постачання |
|             |                              |      | |
| Ту-160М     | бомбардувальник-ракетоносець | 2+   | 22.02.24 було опубліковано відео з двома новозбудованимм Ту-160М |
| Су-34       | багатоцільовий винищувач     | 2    | 05.04.24 РФ отримала першу у 2024 році партію винищувачів-бомбардувальників Су-34                                                                                             |
| Су-35C      | багатоцільовий винищувач     | 2    | 12.04.24 РФ отримала першу у 2024 році партію винищувачів Су-35 |
| Су-35C      | багатоцільовий винищувач     | 2    | 08.05.24 РФ отримала другу у 2024 році партію винищувачів Су-35 |
| Як-130      | навчально-бойовий літак      | 2    | 10.06.24 російським військовим передали нову партію навчально-бойових літаків Як-130, літаки виготовив та передав Іркутський авіаційний завод                                 |
| Су-34       | багатоцільовий винищувач     | 2    | 17.06.24 ПКС РФ отримали другу партію винищувачів-бомбардувальників Су-34 у 2024 році                                                                                         |
| Су-30СМ2    | багатоцільовий винищувач     | 2    | 10.08.24 Іркутський авіаційний завод виготовив та передав міноборони РФ нові багатоцільові винищувачі Су-30СМ2                                                                |
| Су-34       | багатоцільовий винищувач     | 3    | 02.09.24 ПКС РФ отримали третю партію винищувачів-бомбардувальників Су-34 у 2024 році                                                                                         |
| Су-57       | багатоцільовий винищувач     | 3    | 12.09.24 було заявлено про передачу винищувачів Су-57 (перша партія у 2024 році) та Су-35С, оприлюдено зображення трьох Су-57, і жодного Су-35С                               |
| Су-34       | багатоцільовий винищувач     | 3    | 09.10.24 ПКС РФ отримали чертверту партію винищувачів-бомбардувальників Су-34 у 2024 році                                                                                     |
| Су-57       | багатоцільовий винищувач     | 1+   | 11.11.24 Об’єднана авіабудівна корпорація передала нову партію винищувачів Су-57 та Су-35, однак було продемонстрований лише один літак                                       |
| Су-34       | багатоцільовий винищувач     | 2+   | 25.11.24 Ростех заявив про передачу щонайменше двох винищувачів Су-34, однак погодні умови на опублікованому відео вказують на те що це відбулося не раніше початку листопада |
| Су-34       | багатоцільовий винищувач     | 1    | 23.12.24 Об’єднана авіабудівельна корпорація передала літаки Су-57 та Су-34 для Повітряно-космічних сил РФ                                                                    |
| Су-57       | багатоцільовий винищувач     | 1    | 23.12.24 Об’єднана авіабудівельна корпорація передала літаки Су-57 та Су-34 для Повітряно-космічних сил РФ                                                                    |
|             |                              |      | |
| Су-35C      | багатоцільовий винищувач     | 2    | 29.03.25 росіяни отримали першу партію Су-35С у 2025 році |
| Су-57       | багатоцільовий винищувач     | 2    | 10.04.25 стало відомо про ймовірну першу у 2025 році передачу винищувачів Су-57                                                                                               |
| Су-34       | багатоцільовий винищувач     | 2    | 19.04.25 «Ростех» передав першу партію літаків Су-34 у 2025 році |
| Су-35C      | багатоцільовий винищувач     | 2    | 12.05.25 «Об’єднана Авіабудівна Корпорація» передала другу у 2025 році партію винищувачів Су-35С                                                                              |
| Су-35C      | багатоцільовий винищувач     | 2    | 25.06.25 ПКС РФ отримали партію нових багатоцільових винищувачів Су-35С |
| Су-34       | багатоцільовий винищувач     | 2    | 12.08.25 «Ростех» передав другу партію літаків Су-34 у 2025 році |

### Постачання з-за кордону
У липні 2024 року стало відомо що 558 авіаційний ремонтний завод у Барановичах виконує капітальний ремонт та модифікацію російських гелікоптерів Мі-8 та Мі-17.
| назва | назва      | тип        | к-ть | подробиці                                                                                                 |
| ----- | ---------- | ---------- | ---- | --- |
| КНР   | Airbus     | гелікоптер | 4    | 19.08.23 стало відомо про постачання 6 гелікоптерів з Китаю до РФ напередодні повномасштабного вторгнення |
| КНР   | гелікоптер | гелікоптер | 2    | 19.08.23 стало відомо про постачання 6 гелікоптерів з Китаю до РФ напередодні повномасштабного вторгнення |

### Трофеї
| назва | тип        | к-ть | подробиці                                                                           |
| ----- | ---------- | ---- | ----------------------------------------------------------------------------------- |
| Мі-2  | гелікоптер | 3    | відомо про три захоплених гелікоптери на аеродромі Мелітополя у лютому-березні 2022 |

## Артилерія

### Зняті з озброєння засоби та розконсервація

#### Самохідна артилерія
Станом на липень 2023, при візуально підтверджених (на той момент) втратах САУ 2С1 «Гвоздика» у 75+ штук, візуально підтверджено розконсервацію близько 150 одиниць САУ цього типу (cтаном на жовтень — понад 220). При візуально підтверджених втратах САУ 2С3 «Акація» у 130+ штук, візуально підтверджено розконсервацію 160-170 одиниць САУ цього типу, при візуально підтверджених втратах САУ 2С4 «Тюльпан» у 18 штук, візуально підтверджено розконсервацію близько 100 одиниць САУ цього типу, при візуально підтверджених втратах САУ 2С5 «Гіацинт-С» у 40+ штук, візуально підтверджено розконсервацію близько 200 одиниць САУ цього типу, при візуально підтверджених втратах САУ 2С7 «Піон» у 13 штук, візуально підтверджено розконсервацію близько 100 одиниць САУ цього типу.
У жовтень 2023, при візуально підтверджених (на той момент) втратах САУ 2С9 «Нона-С» у 40+ штук, візуально підтверджено розконсервацію близько 130 одиниць САУ цього типу.
Станом на лютий 2024, за підрахунками кількості військової техніки на супутникових знімках військових баз та інших місць зберігання, з моменту початку повномасштабного вторгнення РФ зняла зі зберігання близько 1 500 САУ — їхня кількість зменшилася з 4 500 до 3 000 одиниць.
За підрахунками техніки, що видно на російських базах зберігання через супутник, у серпні 2024 року, САУ стало на 40% менше порівняно із 2021 роком, падіння на близько 1 700 одиниць (з 4 273 до 2 565 одиниць). 2С1 «Гвоздика» — падіння на 440 (з 1 581 до 1 141), 2С3 «Акація» — падіння на 315 (з 860 до 545), 2С4 «Тюльпан» — падіння на 195 (з 397 до 202), 2С5 «Гіацинт-С» — падіння на 285 (з 626 до 341), 2С7 «Піон» — падіння на 146 (з 218 до 72), 2С9 «Нона-С» — падіння на 273 (з 466 до 193), 2С19 «Мста-С» — падіння на 46 (з 117 до 71).

#### Причіпна артилерія
Станом на лютий 2024, за підрахунками кількості військової техніки на супутникових знімках військових баз та інших місць зберігання, з моменту початку повномасштабного вторгнення РФ зняла зі зберігання близько 8 000 гармат — їхня кількість зменшилася з 15 000 до 7 000 одиниць.
Станом на травень 2024, аналіз супутникових знімків показав, що за час повномасштабного вторгнення РФ в Україну російська армія спустошила запаси своєї буксированої артилерії, було вивезено приблизно 60% гармат з однієї з найбільших баз зберігання буксированих артилерійських установок «Лєсной ґородок».
У липні 2024 стало відомо про початок масового використання 130-мм гармат М-46. За підрахунками, до війни в росіян було 11 800 одиниць причіпної артилерії, а станом на середину 2024 р. в них залишається не більше ніж 6 100 одиниць причіпної артилерії.
У вересні 2024 року OSINT-аналітики змогли ідентифікувати на російських базах зберігання тілько 70 100-мм гармат МТ-12 «Рапіра», решта вже знята із зберігання.

#### РСЗВ
Станом на серпень 2023, при візуально підтверджених (на той момент) втратах 122-мм РСЗВ у 170+ штук, візуально підтверджено розконсервацію 260-270 одиниць РСЗВ цього типу, а вже у червні 2024 року дослідниками була помічена канібалізація близько 40% машин які були на зберіганні. При візуально підтверджених (на той момент) втратах 220-мм РСЗВ у 60+ штук, візуально підтверджено розконсервацію близько 150 одиниць РСЗВ цього типу.
На початку червня, згідно OSINT розрахунків супутникових знімків на російських базах зберігання залишилося близько 20% (від кількості напередодні вторгнення)  БМ-21 «Град» та близько 40% БМ-27 «Ураган» (кількість БМ-30 «Смерч» була незначною і суттєво не змінилася).
За підрахунками видимого озброєння на супутникових знімках у жовтні 2024 року, у РФ залишилося близько 330+ одиниць РСЗВ (до повномасштабного вторгнення, на російських базах зберігалося близько 1 500 одиниць різних РСЗВ). 
| назва            | тип                               | створення | знято з озброєння | подробиці                                                                                         |
| ---------------- | --------------------------------- | --------- | ----------------- | ------------------------------------------------------------------------------------------------- |
| Т-12             | 100-мм протитанкова гармата       | 1961      | —                 | помічено у березні 2023                                                                           |
| Д-1              | 152-мм гармата-гаубиця            | 1943      | до 1990           | помічено у жовтні 2022                                                                            |
| Д-20             | 152-мм гармата-гаубиця            | 1947      | 2015              | задокументовано щонайменше 17 знищених та пошкоджених Д-20 станом на 23.08.23                     |
| 9П138 «Град-1»   | реактивна система залпового вогню | 1962      | —                 | станом на 23.08.23 всього помічено 40+ машин 9П138 «Град-1» у складі ешелонів, 6+ машини втрачено |
| Д-30             | 122-мм гармата-гаубиця            | 1963      | 2013              | задокументовано щонайменше 67 знищених та пошкоджених Д-30 станом на 23.08.23                     |
| 9К79-1 «Точка-У» | тактичний ракетний комплекс       | 1973      | 2019              | помічене використання цих ракет російськими військами з перших днів війни                         |
| М-46             | 130-мм гармата                    | 1948      | —                 | у липні 2024 року помічене використання гармат М-46                                               |
| М-30             | 122-мм гаубиця                    | 1938      | —                 | у серпні 2024 року помічене використання гаубиць М-30                                             |
| Д-74             | 122-мм гармата                    | 1947      | —                 | у жовтні 2024 помічене використання гармат Д-74                                                   |

#### Артилерія помічена при транспортуванні російською залізницею
| дата     | місце                 | подробиці |
| -------- | --------------------- | --- |
| 15.04.22 | Тюмень                | ешелон який перевозив щонайменше 40 9К55 «Град-1»                                                                                        |
| 22.09.22 | Кам’янськ-Шахтинський | ешелон який перевозив щонайменше 2 2С5 «Гіацинт-С»                                                                                       |
| 02.01.23 | Самарська область     | ешелон який перевозив щонайменше 1 2С5 «Гіацинт-С»                                                                                       |
| 30.03.23 | Самарська область     | ешелон який перевозив щонайменше 20 Т-12                                                                                                 |
| 07.08.23 | Кемеровська область   | ешелон який перевозив щонайменше 7 2С5 «Гіацинт-С»                                                                                       |
| 16.08.23 | —                     | ешелон який перевозив щонайменше 8 одиниць бойових машин 9П140 з комплексу РСЗВ БМ-27 «Ураган» та 11 транспортно-заряджаючих машин 9Т452 |
| 01.09.23 | Рязанська область     | ешелон який перевозив щонайменше 2 Д-30                                                                                                  |
| 28.10.23 | Шимановськ            | ешелон який перевозив щонайменше 6 Д-30                                                                                                  |
| 28.08.24 | Котельнич             | ешелон який перевозив щонайменше 8 2С19 «Мста-С»                                                                                         |
| 04.09.24 | —                     | ешелон який перевозив щонайменше 5 2С5 «Гіацинт-С»                                                                                       |
| 05.04.25 | —                     | ешелон який перевозив щонайменше 15 М-30                                                                                                 |

### Постачання нової зброї російського виробництва
19 лютого 2024 року стало відомо що у Росії працюють над новою вогнеметною системою ТОС-3.
| назва              | тип                                                  | к-ть | подробиці |
| ------------------ | ---------------------------------------------------- | ---- | --- |
| 2С19М1 «Мста-С»    | 152-мм самохідна артилерійська установка             | 2+   | 29.06.23 стало відомо про постачання невідомої кількості САУ |
| 2С41 «Дрок»        | самохідний міномет на базі бронеавтомобіля «Тайфун»  | —    | 18.07.23 стало відомо про передачу військовим першої партії |
| 2С31 «Вєна»        | 120-мм самохідна артилерійська гармата               | —    | 15.09.23 стало відомо про застосування САУ |
| ТОС-2 «Тосочка»    | 220-мм вогнеметна РСЗВ                               | —    | 17.10.23 стало відомо про перше використання у війні проти України вогнеметної системи ТОС-2 «Тосочка»                                                             |
| 2С43 «Мальва»      | 152-мм самохідна артилерійська установка             | —    | 25.10.23 стало відомо що корпорація «Ростех» передала міністерству оборони РФ першу партію САУ, на початку червня 2024 вперше помічена у бойових діях              |
| 2С35 «Коаліція-СВ» | 152-мм самохідна артилерійська установка             | —    | 21.12.23 стало відомо про залучення САУ до участі у війні проти України                                                                                            |
| БМ-27 «Ураган»     | 220-мм РСЗВ                                          | 3+   | 22.12.23 стало відомо про передачу військовим щонайменше трьох РСЗВ БМ-27 «Ураган» на шасі БАЗ-69092                                                               |
| «Козерог BRT»      | 122-мм переносна реактивна установка залпового вогню | —    | у березні 2024 року помічено переносні саморобні реактивні установки, у варіантах під одну, дві чи три пускові установки для стрільби 122-мм реактивними снарядами |
| 2С43 «Мальва»      | 152-мм самохідна артилерійська установка             | —    | 25.06.24 «Уралтрансмаш» передав в межах державного замовлення неназвану кількість самохідних артилерійських установок для збройних сил РФ                          |
| 2С43 «Мальва»      | 152-мм самохідна артилерійська установка             | —    | 31.07.24 було повідомлено про передачу нової партії колісних 152-мм самохідних артилерійських установок 2С43 «Мальва»                                              |
| 2С44 «Гіацинт-К»   | 152-мм самохідна артилерійська установка             | —    | 10.02.25 стало відомо що у РФ запустили в серію нову САУ з індексом 2С44 "Гіацинт-К", що вважається колісною модифікацією САУ 2С43 «Мальва»                        |
| 2С43 «Мальва»      | 152-мм самохідна артилерійська установка             | 8+   | у лютому 2025 зафіксували перевезення щонайменше 8 артилерійських установок                                                                                        |
| 2С43 «Мальва»      | 152-мм самохідна артилерійська установка             | 5+   | у квітні 2025 зафіксували перевезення щонайменше 5 артилерійських установок                                                                                        |

### Постачання з-за кордону
| назва                                           | тип                                             | к-ть | подробиці |
| ----------------------------------------------- | ----------------------------------------------- | ---- | --- |
| M1989 Koksan                                    | 170-мм самохідна гаубиця                        | 120  | 14.11.24 у РФ вперше помітили північнокорейські далекобійні 170-мм гаубиці M1989 Koksan під час транспортування залізницею у Красноярську |
| Д-74                                            | 122-мм причіпна гармата                         | —    | 17.12.24 стало відомо що КНДР передала Росії гармати Д-74                                                                                 |
| 122-мм РСЗВ замаскована під цивільну вантажівку | 122-мм РСЗВ замаскована під цивільну вантажівку | —    | 23.01.25 вперше помічено у Курській області РФ                                                                                            |
| ТЗМ до РСЗВ M1991                               | ТЗМ до РСЗВ M1991                               | —    | 26.03.25 помічена при транспортування в тимчасово окупованому Криму                                                                       |
| M1991                                           | 240-мм РСЗВ                                     | 120  | 20.04.25 помічені у використанні російських військових                                                                                    |
| 60-мм міномет                                   | 60-мм міномет                                   | —    | 04.06.25 стало відомо що російська армія почала озброюватись 60-мм мінометами з КНДР                                                      |
| 140-мм міномет                                  | 140-мм міномет                                  | —    | 05.06.25 стало відомо що російська армія почала озброюватись 140-мм мінометами з КНДР                                                     |
| Type 75                                         | 107-мм РСЗВ                                     | —    | 10.06.25 стало відомо про постачання |

### Трофеї
| назва            | тип                                      | к-ть | подробиці                                                               |
| ---------------- | ---------------------------------------- | ---- | ----------------------------------------------------------------------- |
| 2С1 «Гвоздика»   | 122-мм самохідна артилерійська установка | 13   | відомо про 13 захоплених неушкоджених 2С1 «Гвоздика» станом на 25.10.23 |
| Т-12             | 100-мм протитанкова гармата              | 11   | відомо про 11 захоплених неушкоджених Т-12 станом на 25.10.23           |
| БМ-21 «Град»     | 122-мм реактивна система залпового вогню | 5    | відомо про 5 захоплених неушкоджених БМ-21 «Град» станом на 25.10.23    |
| 2С3 «Акація»     | 152-мм дивізійна самохідна гаубиця       | 4    | відомо про 4 захоплені неушкоджені гармати станом на 25.10.23           |
| БМ-27 «Ураган»   | 220-мм реактивна система залпового вогню | 4    | відомо про 4 захоплені неушкоджені РСЗВ станом на 25.10.23              |
| БС-3             | 100-мм польова гармата                   | 2    | відомо про 2 захоплені неушкоджені гармати станом на 25.10.23           |
| Д-30             | 122-мм гармата-гаубиця                   | 2    | відомо про 2 захоплені неушкоджені гаубиці станом на 25.10.23           |
| 2С5 «Гіацинт-С»  | 152-мм самохідна гармата                 | 2    | відомо про 2 захоплені неушкоджені гармати станом на 25.10.23           |
| Д-20             | 152-мм гармата-гаубиця                   | 1    | відомо про 1 захоплену неушкоджену гармату станом на 25.10.23           |
| 2А36 «Гіацинт-Б» | 152-мм причіпна гармата                  | 1    | відомо про 1 захоплену неушкоджену гармату станом на 25.10.23           |
| 2А65 «Мста-Б»    | 152-мм причіпна гаубиця                  | 1    | відомо про 1 захоплену неушкоджену гаубицю станом на 25.10.23           |
| 2С7 «Піон»       | 203-мм самохідна гармата артилерії       | 1    | відомо про 1 захоплений неушкоджений 2С7 «Піон» станом на 25.10.23      |

## Танки

### Зняті з озброєння засоби та розконсервація
12 березня 2023 року стало відомо що 103-й бронетанковий ремонтний завод виявився нездатним відновлювати по 23 танки Т-62 на місяць, як це планувалося, а лише 7. У листопаді 2023 року у лісах в районі Кремінної росіяни почали застосовувати раніше небачену модифікацію радянського танку Т-62, що отримала комплект модернізації призначений для встановлення на найсучасніші російські танки Т-90М.
З наявних супутникових знімків за жовтень 2023 року зафіксовано, зберігання 5 450 танків під відкритим небом (з них 3 525 у «хорошому» стані, з них 2 945 це Т-64 та новіші), та ще 500 в укриттях. Згідно аналізу супутникових знімків станом на листопад 2023, з російських баз зберігання втрачено понад 1 500 танків за час повномасштабного вторгнення.
Згідно підрахунку, опублікованому у січні 2024 року, вдалось нарахувати ~5 500 танків, з них 4 300 – ідентифікованих за типами, загальна місткість навісів і боксів оціюється у ~1 900 машин. Відомо про функціонування трьох великих заводів які займаються ремонтом танків та «Омсктрансмаш», який раніше виготовляв танки Т-80, а тепер ремонтує їх і модернізує до рівня Т-80БВМ. За оцінками ARI, російська промисловість спроможна за рік дати близько 390 танків, включаючи нові, модернізовані і відновлені з баз зберігання.
Станом на квітень – було досліджено 95% баз зберігань у РФ, дослідники проаналізували кількість танків, які є у ворога, середній темп виснаження та темпи розконсервації. На центральних базах резерву танків виявлено 3 150 танків, ще близько 1 500 машин стоїть на майданчиках для очікування та біля цехів бронетанкових ремонтних заводів. Середній темп розконсервації танків складає 44-75 одиниці на місяць. За даними аналітиків, цього вистачає для покриття поточних втрат. Є свідчення, що це стеля для російських заводів. Більше відновлювати, модернізувати чи виробляти танків вони не можуть. Вони впираються в хронічну нестачу робочого персоналу, підвищення зносу устаткування і дефіцит західних комплектуючих через санкції.
Станом на червень – стало відомо про темпи виробництва танків Т-90, що складає в середньому 40 танків на рік (з яких три модернізованих із Т-90А на один виготовлений з нуля) до лютого 2022 року; – зростання з 40 до 60-70 одиниць у 2023-24 роках.
Станом на липень 2024 року, кількість все ще присутніх танків на зберіганні оцінювалася у близько 3 600 одиниць. У жовтні 2024 стало відомо що на заводі «Уралвагонзаводу» почали ставити на танки Т-90М комплекс активного захисту «Арена-М».
13 листопада стало відомо що кіностудія «Мосфільм» передала російським військовим 28 танків Т-55, 8 танків ПТ-76, 6 БМП і 8 тягачів. 
| назва | тип                   | створення | знято з озброєння | подробиці                                                                                 |
| ----- | --------------------- | --------- | ----------------- | ----------------------------------------------------------------------------------------- |
| Т-54  | середній танк         | 1947      | 1994              | вперше помічені при транспортування з далекого сходу 22.03.23                             |
| Т-55  | середній танк         | 1958      | 2010              | вперше помічені при транспортування з далекого сходу 22.03.23                             |
| Т-62  | середній танк         | 1961      | 2013              | станом на 23.08.23 всього помічено 73+ танків Т-62 у складі ешелонів, 80+ танків втрачено |
| Т-64  | основний бойовий танк | 1963      | до 2000           | задокументовано щонайменше 63+ знищених та пошкоджених Т-64 станом на 23.08.23            |

#### Танки помічені при транспортуванні російською залізницею
| дата     | місце                 | подробиці                                                                                   |
| -------- | --------------------- | ------------------------------------------------------------------------------------------- |
| 25.05.22 | Каменськ-Шахтинський  | ешелон який перевозив щонайменше 30 танків Т-62М                                            |
| 09.06.22 | Московська область    | ешелон який перевозив щонайменше 22 танків Т-80БВ                                           |
| 11.06.22 | Красноярськ           | ешелон який перевозив щонайменше 3 танків Т-80БВ                                            |
| 22.09.22 | Кам’янськ-Шахтинський | ешелон який перевозив щонайменше 1 танк Т-72 та 6 танків Т-62М                              |
| 30.09.22 | АР Крим (Україна)     | ешелон який перевозив щонайменше 11 танків                                                  |
| 22.10.22 | Забайкальський край   | ешелон який перевозив щонайменше 30 танків Т-62М                                            |
| 24.10.22 | Самара                | ешелон який перевозив щонайменше 8 танків Т-90М                                             |
| 28.11.22 | Забайкальський край   | ешелон який перевозив щонайменше 7 танків Т-62МВ                                            |
| 02.01.23 | Самарська область     | ешелон який перевозив щонайменше 6 танків Т-62                                              |
| 11.03.23 | Липецька область      | ешелон який перевозив щонайменше 3 танків Т-90М                                             |
| 26.03.23 | —                     | ешелон який перевозив щонайменше 13 танків Т-62МВ                                           |
| 30.03.23 | Хабаровський край     | ешелон який перевозив щонайменше 15 танків Т-80                                             |
| 19.04.23 | —                     | ешелон який перевозив щонайменше 7 танків Т-72                                              |
| 04.05.23 | —                     | ешелон який перевозив щонайменше 5 танків Т-64 та Т-90                                      |
| 25.05.23 | —                     | ешелон який перевозив щонайменше 8 танків Т-90М                                             |
| 03.06.23 | Пермський край        | ешелон який перевозив щонайменше 15 танків Т-80                                             |
| 13.06.23 | Оренбурзька область   | ешелон який перевозив щонайменше 10 танків Т-90М                                            |
| 29.06.23 | окупований Крим       | ешелон який перевозив щонайменше 8 танків Т-54                                              |
| 05.07.23 | Воронезька область    | ешелон який перевозив щонайменше 13 танків Т-54/T-55                                        |
| 16.07.23 | Московська область    | ешелон який перевозив щонайменше 11 танків Т-54/T-55                                        |
| 26.08.23 | Тюмень                | ешелон який перевозив щонайменше 15 танків Т-80БВ                                           |
| 01.09.23 | Рязанська область     | ешелон який перевозив щонайменше 3 танків Т-72Б3                                            |
| 03.09.23 | —                     | ешелон який перевозив щонайменше 4 танків Т-80УД                                            |
| 27.09.23 | Омська область        | ешелон який перевозив щонайменше 12 танків Т-80БВМ Обр. 2022                                |
| 13.10.23 | Воронезька область    | ешелон який перевозив щонайменше 5 танків Т-72Б3 та 1 Т-72Б                                 |
| 09.12.23 | —                     | ешелон який перевозив щонайменше 26 танків Т-64                                             |
| 25.02.24 | АР Крим (Україна)     | на території залізничного вокзалу Євпаторії було помічено щонайменше 25 танків Т-62         |
| 13.03.24 | Ростовська область    | у Каменськ-Шахтинському помічено ешелон який перевозив щонайменше 11 танків Т-62М Обр. 2022 |
| 04.04.24 | —                     | ешелон який перевозив щонайменше 18 танків Т-64                                             |
| 17.04.24 | Білорусь              | ешелон який перевозив щонайменше 11 танків Т-72/T-80                                        |
| 26.05.24 | Вологодська область   | ешелон який перевозив щонайменше 4 танки Т-80БВМ Обр. 2022                                  |
| 17.06.24 | Кемеровська область   | ешелон який перевозив щонайменше 10 танків Т-62                                             |
| 20.06.24 | Красноярськ           | ешелон який перевозив щонайменше 6 танків                                                   |
| 22.06.24 | —                     | ешелон який перевозив щонайменше 6 танків Т-54/T-55                                         |
| 02.07.24 | Каменськ-Шахтинський  | ешелон який перевозив щонайменше 17 танків Т-62                                             |
| 16.07.24 | Узуново               | ешелон який перевозив щонайменше 10 танків Т-54/T-55                                        |
| 16.07.24 | Башкортостан          | ешелон який перевозив щонайменше 12 танків Т-62                                             |
| 25.04.25 | Петрозаводськ         | ешелон який перевозив щонайменше 12 танків (ймовірно Т-72)                                  |
| 15.06.25 | Нижній Інгаш          | ешелон який перевозив щонайменше 7 танків Т-54/T-55/Т-62                                    |

### Постачання нової зброї російського виробництва
4 березня 2024 року глава корпорації «Ростех» Сергій Чемезов заявив, що танк Т-14 «Армата» не задіють на війні в Україні через високу ціну. 8 липня стало відомо що Омське конструкторське бюро розробило вдосконалену ходову частину для танку Т-80 з метою поліпшення прохідності машини по слабких ґрунтах та заболочених ділянках. 1 серпня стало відомо що російське підприємство оборонно-промислового комплексу «Уралвагонзавод» оновило пакет модернізації основних бойових танків Т-72Б3.
| назва             | к-ть | подробиці |
| ----------------- | ---- | --- |
| T-90М             | 4+   | 20.01.23 відбулося постачання невстановленої кількості танків                                                                  |
| T-90М             | 11+  | 18.07.23 стало відомо про постачання                                                                                           |
| Т-72 обр. 2022    | —    | 18.07.23 стало відомо про постачання                                                                                           |
| T-90М             | 15+  | 12.10.23 стало відомо про постачання                                                                                           |
| Т-72Б3            | 15+  | 12.10.23 стало відомо про постачання                                                                                           |
| Т-80БВМ Обр. 2022 | 5+   | 14.02.24 повідомлено про постачання танків від заводу «Омсктрансмаш», на відео показано щонайменше 5 танків                    |
| Т-80БВМ           | 4+   | 08.08.24 повідомлено про постачання танків від заводу «Омсктрансмаш», на відео показано щонайменше 4 танки                     |
| T-90М             | 7+   | 07.09.24 Уралвагонзавод передав армії РФ нову партію Т-90М                                                                     |
| Т-80БВМ Обр. 2024 | 11   | 21.12.24 був помічений ешелон що транспортував 11 танків із Уралвагонзаводу                                                    |
| T-90М             | 1+   | 31.12.24 була помічена передача невеликої кількості танків від Уралвагонзаводу                                                 |
| Т-72Б3М           | 4+   | 31.12.24 була помічена передача невеликої кількості танків від Уралвагонзаводу                                                 |
| Т-72Б3М Обр. 2024 | —    | 06.03.25 стало відомо що до російської армії надійшли перші партії модернізованих танків Т-72Б3 у модифікації зразка 2024 року |
| Т-72Б3            | 10+  | 06.05.25 було оприлюднено відео з передачею щонайменше десяти танків Т-72 з Уралвагонзаводу                                    |
| Т-80БВМ           | 10+  | 04.06.25 було оприлюднено відео з передачею танків Т-80 з Омського заводу транспортного машинобудування                        |

### Постачання з-за кордону
| назва    | назва                | тип                   | к-ть | подробиці |
| -------- | -------------------- | --------------------- | ---- | --- |
| Білорусь | T-72А                | основний бойовий танк | 98   | передані із військових складів Білорусі у жовтні 2022                                                                |
| Білорусь | T-72АВ               | основний бойовий танк | 98   | передані із військових складів Білорусі у жовтні 2022                                                                |
| Білорусь | T-72                 | основний бойовий танк | 13   | передані із військових складів Білорусі протягом 8-10 грудня 2022                                                    |
| М'янма   | запчастини до танків | запчастини до танків  | —    | 05.06.23 стало відомо що РФ скуповує назад у військової хунти М'янми запчастини до раніше проданих російських танків |

5 червня 2023 стало відомо що РФ скуповує назад у військової хунти М'янми та Індії власні запчастини для озброєння, таких як танки та ракети.
20 травня 2024 року стало відомо що військово-промисловий комплекс Білорусі має виготовити 700 прицілів для танків Т-72 і Т-90.

### Трофеї
| назва | тип                   | к-ть | подробиці |
| ----- | --------------------- | ---- | --- |
| Т-64  | основний бойовий танк | 88   | задокументовано 88 неушкоджених захоплених Т-64 різних модифікацій станом на 25.10.23                               |
| T-80  | основний бойовий танк | 14   | задокументовано 14 неушкоджених захоплених танків Т-80БВ станом на 25.10.23                                         |
| T-72  | основний бойовий танк | 25   | задокументовано 8 неушкоджених захоплених танків Т-72М, 6 Т-72АВ, 6 Т-72Б, 4 Т-72АМТ та 1 Т-72ЕА станом на 25.10.23 |

## Бронетехніка

### Зняті з озброєння засоби та розконсервація
У березні 2024 року згідно супутникових зображень та іншої інформації було здійснено перерахунок баз зберігання ББМ станом на 2021 рік, загальну кількість оцінено у близько 14 000 одиниць. Техніки типу БМД нараховано близько 500 одиниць, більшість з яких становили БМД-1. Станом на 2021 рік, на базах зберігання було нараховано близько 5 700 одиниць техніки типу БМП, у грудні 2023 — 2 900 одиниць.
Станом на жовтень 2023 року загалом на супутникових зображеннях баз зберігання було знайдено близько 10 000 ББМ, з яких знято зі зберігання майже 4 000 одиниць або 40%.
Станом на травень 2024 року, згідно аналізу супутникових знімків, у ЗС РФ залишилося на базах зберігання близько 10 300 бойових машин, що на 4 700 менше порівняно з довоєнними запасами на 2021 рік. Серед найбільших втрат РФ, тягачі МТ-ЛБ. Їх залишилося всього 922 одиниці порівняно з довоєнними запасами у 2 527. Росія також зіткнулася з великими втратами бойових машин десанту БМД. Їх залишилося 244 одиниці, або 38,3% від довоєнних запасів, 637 одиниць. Також високі втрати відзначені у бронетранспортерів БТР-50, з яких залишилося лише 41,6%, або 52. На складах РФ не вистачає 708 пізніших моделей БТР-60, 70 і 80, яких залишилося 78,63%, або 2 605 від довоєнного запасу (3313).
У аналізі супутникових знімків зробленому у червні 2024 року (станом на квітень), зафіксовано значне скорочення бронетранспортерів МТ-ЛБ, всього залишилося близько 300 одиниць (більшість на 7020 базі зберігання).)
| назва          | тип                             | створення | знято з озброєння | подробиці | подробиці |
| -------------- | ------------------------------- | --------- | ----------------- | --- | --- |
| БТР-50П        | бронетранспортер                | 1952      | 1993              | 23.02.23 помічено 2 бронетранспортери при транспортуванні                                                             | станом на 25.10.23 щонайменше 1 втрачено                                                                              |
| БМП-1          | бойова машина піхоти            | 1965      | до 2000           | задокументовано щонайменше 580 знищених та пошкоджених БМП-1 станом на 25.10.23                                       | задокументовано щонайменше 580 знищених та пошкоджених БМП-1 станом на 25.10.23                                       |
| АТС-59Г        | гусеничний артилерійський тягач | 1969      | до 2000           | 15.04.23 помічено при транспортуванні                                                                                 | 15.04.23 помічено при транспортуванні                                                                                 |
| 502ТБ «Алтаец» | бронетранспортер                | 1989      | —                 | у травні 2024 експериментальну розробку що не була прийнята на озброєння почали відновлювати для використання у ЗС РФ | у травні 2024 експериментальну розробку що не була прийнята на озброєння почали відновлювати для використання у ЗС РФ |

#### Бронетехніка помічена при транспортуванні російською залізницею
| дата     | місце                 | подробиці |
| -------- | --------------------- | --- |
| 11.06.22 | Красноярськ           | ешелон який перевозив щонайменше 6 БМП-1                                                                      |
| 22.09.22 | Кам’янськ-Шахтинський | ешелон який перевозив щонайменше 6 БМП-2                                                                      |
| 30.09.22 | АР Крим (Україна)     | ешелон який перевозив щонайменше 2 одиниці інженерної бронетехніки та 9 одиниць бронетехніки типу БМП         |
| 22.01.23 | Красноярський край    | ешелон який перевозив щонайменше 2 БТР-80 КШМ                                                                 |
| 02.03.23 | Пермський край        | ешелон який перевозив щонайменше 10 МТ-ЛБ, 6 БРДМ-2, 4 БТР-80 та 2 БМП-1                                      |
| 10.03.23 | —                     | ешелон який перевозив щонайменше 5 МТ-ЛБ (з них 2 з гарматою 2М-3)                                            |
| 11.03.23 | Липецька область      | ешелон який перевозив щонайменше 12 БТР-82А                                                                   |
| 27.03.23 | Бурятія               | ешелон який перевозив щонайменше 6 БРДМ-2МС                                                                   |
| 06.08.23 | АР Крим (Україна)     | ешелон який перевозив щонайменше 8 одиниці інженерної бронетехніки та 3 одиниць бронетехніки типу БМП         |
| 01.09.23 | Рязанська область     | ешелон який перевозив щонайменше 8 БМП-2                                                                      |
| 26.12.23 | АР Крим (Україна)     | ешелон який перевозив щонайменше 1 БТР-80 та 1 БМП-1                                                          |
| 19.01.24 | —                     | ешелон який перевозив щонайменше 2 УР-77                                                                      |
| 20.05.24 | Липецька область      | ешелон який перевозив щонайменше 6 одиниць бронетехніки                                                       |
| 20.06.24 | Красноярськ           | ешелон який перевозив щонайменше 8 одиниць бронетехніки                                                       |
| 03.10.24 | —                     | ешелон який перевозив щонайменше 16 БМП-2 та 1 БММ «Лінза»                                                    |
| 15.06.25 | Нижній Інгаш          | ешелон який перевозив щонайменше 8 одиниць інженерної бронетехніки та 4 бойових машин піхоти (ймовірно БМП-1) |
| 13.08.25 | —                     | ешелон який перевозив щонайменше 1 одиницю інженерної бронетехніки, 2 ГАЗ-2330 «Тигр» та 1 одиницю MRAP       |

### Постачання нової зброї російського виробництва
| назва                  | тип                                         | к-ть | подробиці | подробиці |
| ---------------------- | ------------------------------------------- | ---- | --- | --- |
| БРМ-1АМ                | бойова розвідувальна машина                 | 8+   | 31.05.22 стало відомо про постачання яке здійснив «Уралвагонзавод»                                                                            | 31.05.22 стало відомо про постачання яке здійснив «Уралвагонзавод»                                                                         |
| К-4386 «Тайфун-ВДВ»    | бронеавтомобіль                             | —    | 30.09.22 помічено в Україні | 30.09.22 помічено в Україні |
| АМН-590951             | бронеавтомобіль                             | 14+  | створено після початку вторгнення, 21.12.22 помічена передача техніки                                                                         | щонайменше 16 втрачено |
| З-СТС «Ахмат»          | бронеавтомобіль                             | 5+   | створено після початку вторгнення, 11.01.23 та 20.03.23 відбулося постачання невстановленої к-ті машин у повітряно-десантні війська           | щонайменше 13 втрачено |
| БМП-3                  | бойова машина піхоти                        | 10+  | 03.02.23 було заявлено про постачання щонайменше десяти БМП-3                                                                                 | 03.02.23 було заявлено про постачання щонайменше десяти БМП-3                                                                              |
| БМП-3                  | бойова машина піхоти                        | 30+  | 14.04.23 було зафіксовано щонайменше 30 БМП-3 завантажених на вагони                                                                          | 14.04.23 було зафіксовано щонайменше 30 БМП-3 завантажених на вагони                                                                       |
| БМП-3                  | бойова машина піхоти                        | 40+  | 04.05.23 було зафіксовано щонайменше 40 БМП-3 завантажених на вагони (невідомо, нова партія чи минула)                                        | 04.05.23 було зафіксовано щонайменше 40 БМП-3 завантажених на вагони (невідомо, нова партія чи минула)                                     |
| БМП-3                  | бойова машина піхоти                        | —    | 29.09.23 було оголошено про постачання партії БМП-3                                                                                           | 29.09.23 було оголошено про постачання партії БМП-3                                                                                        |
| «Пластун-СН»           | гусеничний всюдихід                         | 14+  | 29.10.23 російська армія отримала партію перероблених під військові завдання гусеничних всюдиходів                                            | щонайменше 1 втрачено |
| БМП-3                  | бойова машина піхоти                        | 15+  | 13.12.23 було оголошено про постачання партії бойових машин піхоти БМП-3                                                                      | 13.12.23 було оголошено про постачання партії бойових машин піхоти БМП-3                                                                   |
| ЗАК-57 «Деривация-ПВО» | самохідний зенітний артилерійський комплекс | —    | у грудні 2023 нова розробка помічена на окупованій частині Херсонської області                                                                | у грудні 2023 нова розробка помічена на окупованій частині Херсонської області                                                             |
| БТР-82АМ               | бронетранспортер                            | —    | 07.12.23 було оголошено про постачання партії БТР-82АМ                                                                                        | 07.12.23 було оголошено про постачання партії БТР-82АМ                                                                                     |
| БМП-3                  | бойова машина піхоти                        | —    | 13.12.23 було оголошено про постачання партії БМП-3 та БТР-МДМ                                                                                | 13.12.23 було оголошено про постачання партії БМП-3 та БТР-МДМ                                                                             |
| БТР-МДМ                | бронетранспортер                            | —    | 13.12.23 було оголошено про постачання партії БМП-3 та БТР-МДМ                                                                                | 13.12.23 було оголошено про постачання партії БМП-3 та БТР-МДМ                                                                             |
| БММ «Лінза»            | санітарний бронеавтомобіль                  | 3+   | 29.12.23 було помічене постачання щонайменше трьох одиниць                                                                                    | 29.12.23 було помічене постачання щонайменше трьох одиниць                                                                                 |
| БТР-22                 | бронетранспортер                            | —    | 30.01.24 стало відомо що у РФ проходять випробування БТР-22                                                                                   | 30.01.24 стало відомо що у РФ проходять випробування БТР-22                                                                                |
| БМП-3                  | бойова машина піхоти                        | 15+  | 23.02.24 hосійські Курганський та Рубцовський машинобудівні заводи передали перші у 2024 році партії БМП-3 та БМП-1АМ для російської армії    | 23.02.24 hосійські Курганський та Рубцовський машинобудівні заводи передали перші у 2024 році партії БМП-3 та БМП-1АМ для російської армії |
| БМП-1АМ                | бойова машина піхоти                        | —    | 23.02.24 hосійські Курганський та Рубцовський машинобудівні заводи передали перші у 2024 році партії БМП-3 та БМП-1АМ для російської армії    | 23.02.24 hосійські Курганський та Рубцовський машинобудівні заводи передали перші у 2024 році партії БМП-3 та БМП-1АМ для російської армії |
| «Астейс-70202»         | бронеавтомобіль                             | 60+  | 14.05.24 стало відомо про постачання партії бронетехніки у військове зʼєднання Оренбургської області                                          | 14.05.24 стало відомо про постачання партії бронетехніки у військове зʼєднання Оренбургської області                                       |
| З-СТС «Ахмат»          | бронеавтомобіль                             | 60+  | 14.05.24 стало відомо про постачання партії бронетехніки у військове зʼєднання Оренбургської області                                          | 14.05.24 стало відомо про постачання партії бронетехніки у військове зʼєднання Оренбургської області                                       |
| БМП-3                  | бойова машина піхоти                        | —    | 17.06.24 було заявлено про постачання партії із невстановленою кількістю БМП-3                                                                | 17.06.24 було заявлено про постачання партії із невстановленою кількістю БМП-3                                                             |
| БМП-3                  | бойова машина піхоти                        | 14+  | відомо про постачання партії БМП-3 та БМД-4М у російські війська, кількість одиниць невідома                                                  | відомо про постачання партії БМП-3 та БМД-4М у російські війська, кількість одиниць невідома                                               |
| БМД-4М                 | бойова машина десанту                       | 14+  | відомо про постачання партії БМП-3 та БМД-4М у російські війська, кількість одиниць невідома                                                  | відомо про постачання партії БМП-3 та БМД-4М у російські війська, кількість одиниць невідома                                               |
| БРЕМ-1М                | броньована ремонтно-евакуаційна машина      | 7    | 16.08.24 передали нові броньовані ремонтно-евакуаційні машини БРЕМ-1М                                                                         | 16.08.24 передали нові броньовані ремонтно-евакуаційні машини БРЕМ-1М                                                                      |
| КамАЗ-4385             | бронеавтомобіль                             | —    | 20.08.24 помічена у користуванні російськими військовими під час вторгнення в Україну                                                         | 20.08.24 помічена у користуванні російськими військовими під час вторгнення в Україну                                                      |
| БМП-3                  | бойова машина піхоти                        | —    | 31.08.24 армія РФ отримала партію нових бойових машин піхоти БМП-3 та бойових машин десанту БМД-4М від заводу «Курганмашзавод»                | 31.08.24 армія РФ отримала партію нових бойових машин піхоти БМП-3 та бойових машин десанту БМД-4М від заводу «Курганмашзавод»             |
| БМД-4М                 | бойова машина десанту                       | —    | 31.08.24 армія РФ отримала партію нових бойових машин піхоти БМП-3 та бойових машин десанту БМД-4М від заводу «Курганмашзавод»                | 31.08.24 армія РФ отримала партію нових бойових машин піхоти БМП-3 та бойових машин десанту БМД-4М від заводу «Курганмашзавод»             |
| «Чекан»                | бронеавтомобіль                             | 4    | 16.09.24 російська компанія «АВД» передала окупантам партію броньованих машин серії «Чекан» різних версій                                     | 16.09.24 російська компанія «АВД» передала окупантам партію броньованих машин серії «Чекан» різних версій                                  |
| БМП-3                  | бойова машина піхоти                        | 3+   | 08.10.24 армія РФ отримала партію нових бойових машин піхоти БМП-3 та бойових машин десанту БМД-4М від заводу «Курганмашзавод»                | 08.10.24 армія РФ отримала партію нових бойових машин піхоти БМП-3 та бойових машин десанту БМД-4М від заводу «Курганмашзавод»             |
| БМД-4М                 | бойова машина десанту                       | 3+   | 08.10.24 армія РФ отримала партію нових бойових машин піхоти БМП-3 та бойових машин десанту БМД-4М від заводу «Курганмашзавод»                | 08.10.24 армія РФ отримала партію нових бойових машин піхоти БМП-3 та бойових машин десанту БМД-4М від заводу «Курганмашзавод»             |
| «Сармат-3»             | бронеавтомобіль                             | —    | 22.10.24 помічена у бойових діях рідкісна легка бронемашину «Сармат-3» під час бойових дій (вперше продемонстровано на виставці «Армия-2018») | щонайменше 1 втрачено |
| БТР-МДМ «Ракушка-М»    | бронетранспортер                            | —    | 29.10.24 російським військовим передали нову партію бойових машин БТР-МДМ «Ракушка-М», які отримали РЕБ та комплекти маскування               | 29.10.24 російським військовим передали нову партію бойових машин БТР-МДМ «Ракушка-М», які отримали РЕБ та комплекти маскування            |
| БТР-МДМ «Ракушка-М»    | бронетранспортер                            | —    | 07.12.24 стало відомо про постачання невідомої кількості бронетранспортерів                                                                   | 07.12.24 стало відомо про постачання невідомої кількості бронетранспортерів                                                                |
| БМП-3                  | бойова машина піхоти                        | 7+   | 09.04.25 армія РФ отримала партію нових БМП-3                                                                                                 | 09.04.25 армія РФ отримала партію нових БМП-3                                                                                              |
| БМП-3                  | бойова машина піхоти                        | 25+  | 08.05.25 холдинг «Высокоточные комплексы» передав ЗС РФ партію бойових машин піхоти                                                           | 08.05.25 холдинг «Высокоточные комплексы» передав ЗС РФ партію бойових машин піхоти                                                        |
| «Ладога»               | бронеавтомобіль                             | 4+   | 08.05.25 військовим РФ передали партію нових бронемашин                                                                                       | 08.05.25 військовим РФ передали партію нових бронемашин                                                                                    |
| «Чекан»                | бронеавтомобіль                             | 2+   | 08.05.25 військовим РФ передали партію нових бронемашин                                                                                       | 08.05.25 військовим РФ передали партію нових бронемашин                                                                                    |

### Постачання з-за кордону
|          | назва              | тип                  | к-ть | подробиці |
| -------- | ------------------ | -------------------- | ---- | --- |
| Білорусь | БМП-2              | бойова машина піхоти | 40   | передані із військових складів Білорусі у жовтні 2022                                                                 |
| Білорусь | шасі до БМП-2      | шасі до БМП-2        | 20   | передані із військових складів Білорусі у жовтні 2022                                                                 |
| КНР      | ShaanXi Tiger      | бронеавтомобіль      | 8+   | 7 червня 2023 помічені у користуванні чеченськими підрозділами, у вересні 2024 помічені в зоні бойових дій            |
| КНР      | Dongfeng EQ2091XFB | бронеавтомобіль      |      | 27 серпня 2024 помічені у користуванні російськими військовими в Москві як спецтранспорт служби безпеки метрополітену |

20 травня 2024 року стало відомо що військово-промисловий комплекс Білорусі має виготовити 500 прицілів для БТР та 100 прицілів для бойових машин підтримки танків «Терминатор».

### Трофеї
Показані задокументовані випадки у кількості понад 5 одиниць.
| назва         | тип                         | к-ть | подробиці |
| ------------- | --------------------------- | ---- | --- |
| БМП-1         | бойова машина піхоти        | 50   | задокументовано 50 неушкоджених захоплених БМП-1 станом на 25.10.23                                                   |
| БРДМ-2        | бойова розвідувальна машина | 46   | задокументовано 27 неушкоджених захоплених БРДМ-2 у модифікації БРДМ-2, 17 БРДМ-2Л1 та 2 БРДМ-2РХБ станом на 25.10.23 |
| БТР-80        | бронетранспортер            | 37   | задокументовано 37 неушкоджених захоплених БТР-80 станом на 25.10.23                                                  |
| БТР-70        | бронетранспортер            | 31   | задокументовано 31 неушкоджених захоплених БТР-70 (а також БТР-70М та БТР-7) станом на 25.10.23                       |
| HMMWV         | бронеавтомобіль             | 28   | задокументовано 28 неушкоджених захоплених HMMWV різних модифікацій станом на 25.10.23                                |
| СБА «Варта»   | MRAP                        | 25   | задокументовано 25 неушкоджених захоплених MRAP цієї модифікації станом на 25.10.23                                   |
| Козак-2       | бронеавтомобіль             | 25   | задокументовано 18 неушкоджених захоплених Козак-2 та 7 Козак-2М станом на 25.10.23                                   |
| БМП-2         | бойова машина піхоти        | 24   | задокументовано 24 неушкоджених захоплених БМП-2 станом на 25.10.23                                                   |
| БТР-4         | бронетранспортер            | 22   | задокументовано 22 неушкоджених захоплених БТР-4 станом на 25.10.23                                                   |
| МТ-ЛБ         | бронетранспортер            | 16   | задокументовано 16 неушкоджених захоплених МТ-ЛБ різних модифікацій станом на 25.10.23                                |
| БТР-3         | бронетранспортер            | 12   | задокументовано 12 неушкоджених захоплених БТР-3 станом на 25.10.23                                                   |
| БРМ-1К        | бойова розвідувальна машина | 11   | задокументовано 11 неушкоджених захоплених БРМ-1К станом на 25.10.23                                                  |
| M113          | бронетранспортер            | 11   | задокументовано 8 неушкоджених захоплених M113 та 3 YPR-765 станом на 25.10.23                                        |
| AT105A Saxon  | бронетранспортер            | 9    | задокументовано 9 неушкоджених захоплених AT105A Saxon станом на 25.10.23                                             |
| БТР-60        | бронетранспортер            | 7    | задокументовано 7 неушкоджених захоплених БТР-60ПБ станом на 25.10.23                                                 |
| КрАЗ «Кобра»  | бронеавтомобіль             | 6    | задокументовано 6 неушкоджених захоплених КрАЗ «Кобра» станом на 25.10.23                                             |
| СБА «Новатор» | бронеавтомобіль             | 5    | задокументовано 5 неушкоджених захоплених СБА «Новатор» станом на 25.10.23                                            |

## Протиповітряна зброя

### Зняті з озброєння засоби та розконсервація

#### Протиповітряна зброя помічена при транспортуванні російською залізницею
| дата     | місце    | подробиці |
| -------- | -------- | --- |
| 18.08.22 | Улан-Уде | управління стратегічних комунікацій ЗСУ повідомило, що на початку серпня з Улан-Уде вийшов ешелон у складі 28 вагонів із ракетами для зенітно-ракетного комплексу С-300 у кількості 32 ЗУР |
| 10.03.23 | —        | ешелон який перевозив щонайменше 2 ЗСУ-23-4 |
| 03.10.23 | —        | ешелон який перевозив складові машини комплексу С-300 |

### Постачання нової зброї російського виробництва
У грудні 2022 року було помічене використання ЗС РФ копплексів Панцир-С1, які мали поставити в Ірак.
| назва                      | тип                                                         | к-ть | подробиці                                                                     |
| -------------------------- | ----------------------------------------------------------- | ---- | ----------------------------------------------------------------------------- |
| «Магістр-СВ                | комплекс автоматизованого управління вогневими засобами ППО | —    | 22.08.23 стало відомо про постачання                                          |
| 96К6 «Панцир-СМ»           | самохідний зенітний ракетно-гарматний комплекс              | —    | 03.01.24 стало відомо про залучення ЗРК до участі у війні проти України       |
| радар від 96К6 «Панцир-СМ» | радар від 96К6 «Панцир-СМ»                                  | —    | 16.05.25 російські мобільні вогневі групи оснастили радарами від ЗРК «Панцир» |

### Постачання з-за кордону
| назва                    | тип                      | к-ть | подробиці |
| ------------------------ | ------------------------ | ---- | --- |
| Texin                    | антидрон-рушниця         | —    | 24.03.23 помічено серед російських військових у Донецькій області                                                    |
| невідомий ЗРК/РЛС 번개 6 | невідомий ЗРК/РЛС 번개 6 | —    | 12.01.25 було опубліковане відео помилкової російської атаки на невідомий ЗРК чи РЛС північнокорейського виробництва |

### Трофеї
| назва                            | тип                                 | к-ть | подробиці                                                                           |
| -------------------------------- | ----------------------------------- | ---- | ----------------------------------------------------------------------------------- |
| ЗУ-23-2                          | 23-мм спарена зенітна установка     | 4    | задокументовано 3 неушкоджених захоплених ЗУ-23-2 та 1 23 ItK 61 станом на 25.10.23 |
| 9К33 «Оса»                       | зенітно-ракетний комплекс           | 3    | задокументовано 3 неушкоджених захоплених 9К33 «Оса» станом на 25.10.23             |
| ЗСУ-23-4                         | зенітна самохідна установка         | 2    | задокументовано 2 неушкоджених захоплених ЗСУ-23-4 станом на 25.10.23               |
| 2С6 «Тунгуска»                   | зенітний ракетно-гарматний комплекс | 1    | задокументовано 1 неушкоджену захоплену 2С6 «Тунгуска» станом на 25.10.23           |
| 9A310М1 (складова 9K37 «Бук-М1») | бойова машина ЗРК                   | 1    | задокументовано 1 неушкоджену захоплену 9A310М1 станом на 25.10.23                  |
| 5П85 (складова С-300)            | пускова установка ЗРК               | 1    | задокументовано 1 неушкоджену захоплену 5П85-Д та 1 5П85-С станом на 25.10.23       |

## Автотранспорт

### Зняті з озброєння засоби та розконсервація
| назва  | тип        | створення | знято з озброєння | подробиці              |
| ------ | ---------- | --------- | ----------------- | ---------------------- |
| ГАЗ-63 | вантажівка | 1940      | —                 | помічено у жовтні 2023 |

#### Автотранспорт помічений при транспортуванні російською залізницею
| дата     | місце                 | подробиці |
| -------- | --------------------- | --- |
| 11.06.22 | Красноярськ           | ешелон який перевозив щонайменше 8 Урал-4230, 8 ГАЗ-66, 2 КамАЗ 6х6 та 1 ЗІЛ-131                                                    |
| 22.09.22 | Кам’янськ-Шахтинський | ешелон який перевозив близько 20 вантажівок КамАЗ 6х6, Урал-4230 та ГАЗ-66                                                          |
| 30.09.22 | АР Крим (Україна)     | ешелон який перевозив щонайменше 20 вантажівок                                                                                      |
| 02.01.23 | Самарська область     | ешелон який перевозив щонайменше 30 ГАЗ-66 та 6 Урал-4230                                                                           |
| 22.01.23 | Красноярський край    | ешелон який перевозив щонайменше 18 КамАЗ 6х6, 7 Урал-4230 та 1 КамАЗ 4х4                                                           |
| 02.03.23 | Пермський край        | ешелон який перевозив щонайменше 8 БАЗ-6403, 5 КамАЗ 8х8, 4 МАЗ 6х6, 3 КамАЗ 6х6, 3 Урал-4230, 1 УАЗ-469, 1 УАЗ СГР та легкові авто |
| 10.03.23 | —                     | ешелон який перевозив щонайменше 1 ГАЗ-66, 1 Урал-4230 та легкові авто                                                              |
| 27.03.23 | Бурятія               | ешелон який перевозив щонайменше 4 КамАЗ 6х6                                                                                        |
| 29.06.23 | окупований Крим       | ешелон який перевозив щонайменше 2 КамАЗ 6х6                                                                                        |
| 24.07.23 | Курганська область    | ешелон який перевозив щонайменше 24 вантажівки на базі КамАЗ 6х6 і ЗІЛ-131 та легкові авто                                          |
| 25.07.23 | —                     | ешелон який перевозив щонайменше 32 вантажівки (17 на базі Урал-4230, 13 КамАЗ 6х6 та 2 ЗІЛ-131)                                    |
| 06.08.23 | АР Крим (Україна)     | ешелон який перевозив щонайменше 8 вантажівок                                                                                       |
| 01.09.23 | Рязанська область     | ешелон який перевозив щонайменше 18 вантажівок (12 на базі КамАЗ 6х6, 4 Урал-4230 та 2 ЗІЛ-131)                                     |
| 26.12.23 | АР Крим (Україна)     | ешелон який перевозив щонайменше 20 вантажівок на базі КамАЗ 6х6, Урал-4230 та ЗІЛ-131                                              |
| 09.12.23 | —                     | ешелон який перевозив щонайменше 3 вантажівки                                                                                       |
| 19.01.24 | —                     | ешелон який перевозив щонайменше 8 вантажівок                                                                                       |
| 30.03.24 | —                     | ешелон який перевозив щонайменше 19 вантажівок та 7 одиниць автомобільної інженерної техніки                                        |
| 17.04.24 | Білорусь              | ешелон який перевозив щонайменше 3 вантажівки                                                                                       |
| 20.05.24 | Липецька область      | ешелон який перевозив щонайменше 6 одиниць вантажної техніки                                                                        |
| 26.05.24 | Вологодська область   | ешелон який перевозив щонайменше 6 вантажівок КамАЗ та Урал                                                                         |
| 20.06.24 | Красноярськ           | ешелон який перевозив щонайменше 34 одиниці вантажної техніки                                                                       |
| 03.10.24 | —                     | ешелон який перевозив щонайменше 9 КамАЗ 6х6 та Урал-4230                                                                           |
| 03.11.24 | Орловська область     | ешелон який перевозив щонайменше 17 одиниць вантажної техніки та причепів                                                           |
| 05.02.25 | Московська область    | ешелон який перевозив щонайменше 10 одиниць вантажної техніки та причепів                                                           |
| 08.06.25 | —                     | ешелон який перевозив щонайменше 13 одиниць вантажної техніки                                                                       |
| 15.06.25 | Нижній Інгаш          | ешелон який перевозив щонайменше 3 одиниці вантажної техніки                                                                        |
| 13.08.25 | —                     | ешелон який перевозив щонайменше 28 одиниць вантажної техніки, в тому числі з додатковим бронюванням                                |

### Постачання нових засобів російського виробництва
| назва                    | тип             | к-ть | подробиці                                                 |
| ------------------------ | --------------- | ---- | --------------------------------------------------------- |
| УАЗ-469                  | автомобіль      | 14   | 05.11.22 зʼявилося відео передачі техніки                 |
| УАЗ СГР                  | фургон          | 60   | 05.11.22 зʼявилося відео передачі техніки                 |
| ГАЗель                   | вантажівка      | 10+  | помічена колона вантажівок на трасі М4 14.12.22           |
| УАЗ СГР                  | фургон          | 3+   | 15.03.23 помічена передача техніки                        |
| Урал-4230 (броньований)  | вантажівка      | 3+   | 15.03.23 помічена передача техніки                        |
| КамАЗ-6320 (броньований) | вантажівка      | 12   | 20.03.23 помічена передача техніки                        |
| УАЗ-3163 «Patriot»       | автомобіль      | 5    | 13.09.23 стало відомо про постачання                      |
| УАЗ СГР                  | фургон          | 6    | 06.12.23 стало відомо про постачання                      |
| УАЗ-3163 «Patriot»       | автомобіль      | 1    | 06.12.23 стало відомо про постачання                      |
| УАЗ СГР                  | фургон          | 480  | 29.04.24 стало відомо про постачання                      |
| УАЗ-23632                | автомобіль      | 200  | 29.04.24 стало відомо про постачання                      |
| Урал-4230                | вантажівка      | —    | 04.06.24 стало відомо про постачання                      |
| КамАЗ 6х6                | вантажівка      | —    | 04.06.24 стало відомо про постачання                      |
| всюдихідне авто          | всюдихідне авто | —    | 04.06.24 стало відомо про постачання                      |
| квадроцикл               | квадроцикл      | —    | 04.06.24 стало відомо про постачання                      |
| мотоцикл                 | мотоцикл        | —    | 04.06.24 стало відомо про постачання                      |
| «Улан»                   | всюдихід        | —    | у грудні 2024 року відбулася презентація всюдохода «Улан» |
| ГАЗон NEXT               | вантажівка      | —    | 23.01.25 стало про постачання транспорту                  |
| ГАЗель                   | фургон          | —    | 23.01.25 стало про постачання транспорту                  |
| ГАЗель                   | фургон          | 10+  | 22.02.25 стало відомо про постачання автотехніки          |

### Постачання з-за кордону
| назва    | назва             | тип           | к-ть  | подробиці |
| -------- | ----------------- | ------------- | ----- | --- |
| Білорусь | Урал-4230         | вантажівка    | 53    | передані із військових складів Білорусі у жовтні 2022                                                                                                  |
| КНР      | AODES Desertcross | мото-всюдихiд | 2 127 | 10.11.23 стало відомо що Китайський виробник AODES поставив російській армії більше двох тисяч мото-всюдиходів                                         |
| Білорусь | МАЗ-6317          | вантажівка    | —     | згідно інформації, опублікованій у березні 2024 року, РФ стала оператором вантажівок МАЗ-6317, які раніше не були у використанні російських військових |

## Ракети та боєприпаси

### Постачання нових засобів російського виробництва
У жовтні 2023 року супутник зафіксував розбудову низки підприємств військового і подвійного призначення, появу нових ангарів та цехів Дубнянського машинобудівного заводу «Кронштадт».
12 березня 2024 року стало відомо що російські інженери посилили балістичні ракети 9М723 комплексу «Іскандер» модулями «Комета» для захисту навігаційних сигналів від перешкод. 30 серпня російські конструктори збільшили дальність застосування авіаційних бомб завдяки модернізованим комплектам УМПК. 21 вересня відбулася спроба російських сил ядерного стримування провести випробування нової міжконтинентальної балістичної ракети РС-28 «Сармат» яка закінчилася повним провалом та пожежею на пусковому майданчику (за весь час використання міжконтинентальної ракети РС-28 «Сармат» Росії вдалося здійснити лише 1 із 5 успішних пусків — 20 квітня 2022 року).
| назва                   | тип                                             | к-ть | подробиці |
| ----------------------- | ----------------------------------------------- | ---- | --- |
| «Виріб 504АП»           | керована ракета типу Х-101                      | —    | у листопаді 2023 помічено в Україні |
| «Виріб 305»             | керована ракета повітря — поверхня              | —    | 11.01.23 помічено в Україні |
| 3БМ60 «Свинец-2»        | 125-мм бронебійний снаряд                       | —    | 10.02.23 помічено в Україні |
| 9-А-7759 «Гром»         | комплекс керованого ракетно-бомбового озброєння | —    | 12.03.23 помічено в Україні |
| УПАБ-1500В              | планеруюча авіабомба                            | —    | у лютому 2023 помічено в Україні |
| УПАБ-250                | планеруюча авіабомба                            | —    | у травні 2023 стало відомо про використання |
| Краснополь М2           | керований боєприпас                             | —    | 05.07.23 стало відомо про застосування |
| РДГ-У                   | ручна димова граната                            | —    | 08.09.23 стало відомо що російська армія отримала нову гранату РДГ-У                                                                                  |
| патрон 6,02×41          | патрон 6,02×41                                  | —    | 15.12.23 стало відомо що російський оборонно-промисловий комплекс розробив новий проміжний патрон, а також сімейство стрілецького озброєння для нього |
| ЗУР 9М333               | ракета до Стріла-10М                            | —    | 04.01.23 вперше помічено використання ракети у Донецькій області                                                                                      |
| ПБК-500У СПБЕ-К «Дрель» | касетна авіаційна бомба                         | —    | 10.01.24 стало відомо що у 2024 році в РФ розпочнеться серійне постачання касетних авіаційних бомб «Дрель»                                            |
| ФАБ-1500 з УМПК         | планеруюча авіабомба                            | —    | 12.01.24 російські пропагандисти продемонстрували керовану авіаційну бомбу ФАБ-1500 з модулем управління УМПК                                         |
| Х-69                    | крилата ракета класу «повітря-поверхня»         | —    | під час масованого ракетного обстрілу України 7 лютого 2024 року вперше помічене використання ракет Х-69                                              |
| «Гранат-КОБЕ»           | снаряд для безпілотників                        | —    | 21.02.24 стало відомо що окупанти почали застосовувати виріб «Гранат-КОБЭ» для безпілотників, призначений для боротьби з бронетехнікою та піхотою     |
| X-БПЛА                  | керована авіаційна ракета                       | —    | у серпні 2024 в РФ представили керовану авіаційну ракету X-БПЛА                                                                                       |
| ОФ-843Б                 | 120-мм мінометний постріл                       | —    | 19.09.24 помічено у використанні російськими військовими                                                                                              |
| «Китолов-2М»            | 122-мм керований снаряд                         | —    | у квітні 2025 року було заявлено про збільшення виробництва снарядів                                                                                  |
| ТКБ-1055                | ракета до ЗРГК «Панцир-С1»                      | —    | 25.06.25 «Ростех» передав нові ракети проти дронів для ЗРГК «Панцир-С1»                                                                               |
| К-77М                   | ракета повітря — поверхня                       | —    | 25.07.25 стало відомо про застосування росіянами нових ракет «повітря–повітря» К-77М                                                                  |

### Постачання з-за кордону
26 жовтня 2023 року з повідомлень британської розвідки та іноземних ЗМІ з посиланням на місцевих мешканців стає відомо, що Північна Корея вкрай активно постачає як мінімум 4 поїзди щоденно та понад 1000 вагонів з військовими деталями за останні декілька тижнів.
5 липня 2024 року стало відомо що РФ організувала виробництво в Індії підкаліберних оперених бронебійних пострілів 3ВБМ17 «Манго», це перший етап із цілковитої локалізації виробництва цих пострілів на території Індії.
| назва          | назва | тип | к-ть | подробиці |
| -------------- | --- | --- | --- | --- |
| Іран           | Qaem-5 | бомба класу повітря — поверхня | — | 23.09.22 вперше задокументоване їхнє використання у війні                                                                                                  |
| Білорусь       | набої та боєприпаси | набої та боєприпаси | 130 000+ тонн | згідно опублікованих даних по транспортуванню боєприпасів з території Білорусі до РФ та тимчасово окупованих територій України з січня 2022 до лютого 2023 |
| Іран           | набої до стрілецької зброї | набої до стрілецької зброї | 100 000 000 | 08.03.23 стало відомо про можливе постачання 100 000 000 набоїв до стрілецької зброї                                                                       |
| Іран           | 40-мм гранати до гранатометів | 40-мм гранати до гранатометів | 300 000 | 08.03.23 стало відомо про можливе постачання 300 000 артилерійських пострілів                                                                              |
| Іран           | 107-мм протитанкові ракети | | 300 000 | 08.03.23 стало відомо про можливе постачання 300 000 артилерійських пострілів                                                                              |
| Іран           | 60-мм мінометний постріл | | 300 000 | 08.03.23 стало відомо про можливе постачання 300 000 артилерійських пострілів                                                                              |
| Іран           | 81-мм мінометний постріл | | 300 000 | 08.03.23 стало відомо про можливе постачання 300 000 артилерійських пострілів                                                                              |
| Іран           | 120-мм мінометний постріл | | 300 000 | 08.03.23 стало відомо про можливе постачання 300 000 артилерійських пострілів                                                                              |
| Іран           | 122-мм реактивний постріл | | 300 000 | 08.03.23 стало відомо про можливе постачання 300 000 артилерійських пострілів                                                                              |
| Іран           | 130-мм реактивний постріл | | 300 000 | 08.03.23 стало відомо про можливе постачання 300 000 артилерійських пострілів                                                                              |
| Іран           | 152-мм реактивний постріл | | 300 000 | 08.03.23 стало відомо про можливе постачання 300 000 артилерійських пострілів                                                                              |
| Іран           | 115-мм бронебійний постріл | | 300 000 | 08.03.23 стало відомо про можливе постачання 300 000 артилерійських пострілів                                                                              |
| Іран           | 125-мм бронебійний постріл | | 300 000 | 08.03.23 стало відомо про можливе постачання 300 000 артилерійських пострілів                                                                              |
| Північна Корея | артилерійський снаряд | артилерійський снаряд | 20 000 | 22.02.23 зʼявилася інформація про можливе постачання з КНДР                                                                                                |
| Іран           | 120-мм набої до танку | 120-мм набої до танку | — | згідно оприлюдненої інформації про постачання у вересні 2022 року                                                                                          |
| Іран           | артилерійські постріли | артилерійські постріли | — | згідно оприлюдненої інформації про постачання у вересні 2022 року                                                                                          |
| Іран           | набої до стрілецької зброї | набої до стрілецької зброї | — | згідно оприлюдненої інформації про постачання у вересні 2022 року                                                                                          |
| Іран           | 122-мм артилерійський постріл | 122-мм артилерійський постріл | — | помічено у використанні росіянами у червні 2023 |
| Іран           | OF-462 | 122-мм артилерійський постріл | — | помічено у використанні росіянами у червні 2023 |
| Іран           | 152-мм артилерійський постріл | 152-мм артилерійський постріл | — | помічено у використанні росіянами у червні 2023 |
| Індія          | запчастини до ракет | запчастини до ракет | — | 05.06.23 стало відомо що РФ скуповує назад у Індії раніше продані російські компоненти до ракет                                                            |
| М'янма         | 120ER | 120-мм постріл до міномету | — | 26.07.23 помічено у використанні російських військових |
| Іран           | R-122 | 122-мм постріли до БМ-21 «Град» | — | 09.08.23 помічено у використанні російськими військовими                                                                                                   |
| Іран           | 7.62 стрілецькі набої | | — | 12.08.23 помічено у використанні російськими військовими                                                                                                   |
| М'янма         | 120 HE MK II | 120-мм постріл до міномету | — | 02.09.23 помічено у використанні російських військових |
| Північна Корея | 122-мм артилерійський снаряд | 122-мм артилерійський снаряд | 350 000 | 20.10.23 зʼявилася інформація про постачання 350 000 снарядів з КНДР до РФ                                                                                 |
| Північна Корея | 152-мм артилерійський снаряд | | 350 000 | 20.10.23 зʼявилася інформація про постачання 350 000 снарядів з КНДР до РФ                                                                                 |
| Північна Корея | артилерійський снаряд | артилерійський снаряд | 2 500 000 | згідно інформації південнокорейської національної служби розвідки, КНДР з серпня відправила в РФ понад 2 500 000 артилерійських снарядів                   |
| Північна Корея | KN-23 | тактична балістична ракета | — | у грудні 2023 вперше були помічено використання російськими військовими північнокорейських ракет                                                           |
| Іран           | 3OF33 | 130-мм артилерійський постріл | — | 16.04.24 були помічені 130-мм постріли до причепних гармат М-46 у користуванні російських військових                                                       |
| Північна Корея | станом на червень 2024 року, Північна Корея відправила залізницею до Росії близько 5 000 000 артилерійських снарядів різного калібру | станом на червень 2024 року, Північна Корея відправила залізницею до Росії близько 5 000 000 артилерійських снарядів різного калібру | станом на червень 2024 року, Північна Корея відправила залізницею до Росії близько 5 000 000 артилерійських снарядів різного калібру | станом на червень 2024 року, Північна Корея відправила залізницею до Росії близько 5 000 000 артилерійських снарядів різного калібру                       |
| Північна Корея | 130-мм артилерійський постріл | 130-мм артилерійський постріл | — | 25.06.24 північнокорейська версія 130-мм снаряду ОФ-482М для гармати М-46 була помічена у використанні російських артилеристів                             |
| Іран           | OF-482M | 130-мм артилерійський постріл | — | 09.08.24 помічено у використанні російськими військовими                                                                                                   |
| Іран           | Fath-360 | тактична балістична ракета | — | 10.08.24 стало відомо що за непідтвердженою інформацією Іран знаходиться на останніх стадіях перед передачею РФ значної кількості ракет                    |
| Іран           | Ababil | тактична балістична ракета | — | 10.08.24 стало відомо що за непідтвердженою інформацією Іран знаходиться на останніх стадіях перед передачею РФ значної кількості ракет                    |
| Іран           | M106 | артилерійський постріл | — | 05.05.25 було оприлюднено використання РФ іранських снарядів виробництва США 1980-х років                                                                  |

## Кораблі та плавзасоби
Через війну Росії проти України турецький уряд, згідно з Конвенцією Монтре про статус проток, обмежив рух військових суден РФ через протоки між Середземним і Чорним морями.

### Постачання нових засобів російського виробництва
| у акваторії Чорного та Азовського морів     | у акваторії Чорного та Азовського морів           | у акваторії Чорного та Азовського морів                                                                                              |
| ------------------------------------------- | ------------------------------------------------- | --- |
| «Циклон»                                    | малий ракетний кораблель проєкту 22800            | 13.07.23 стало відомо що до складу ЧФ ВМФ Росії введено малий ракетний корабель «Циклон» проєкту 22800                               |
| «Аскольд»                                   | малий ракетний кораблель проєкту 22800            | 04.11.23 на стадії завершення будівництва уражений ракетою SCALP-EG на суднобудівному заводі «Залів»                                 |
| «Амур»                                      | малий ракетний кораблель проєкту 22800            | 07.12.23 стало відомо що російські окупанти змогли перекинути ще два малі ракетні кораблі типу «Каракурт» у Чорне море               |
| «Туча»                                      | малий ракетний кораблель проєкту 22800            | 07.12.23 стало відомо що російські окупанти змогли перекинути ще два малі ракетні кораблі типу «Каракурт» у Чорне море               |
| безпілотний надводний апарат                | безпілотний надводний апарат                      | 15.12.23 російська компанія KMZ представила ударний морський безпілотник ББКН «Одуванчик», виконаний за схожим до українських дронів |
| поза акваторією Чорного та Азовського морів |                                                   | |
| «Наро-Фомінск»                              | малий ракетний корабель проєкту 21631             | 09.12.22 був спущений на воду малий ракетний корабель «Наро-Фомінск» у складі Балтійського флоту                                     |
| «Буря»                                      | малий ракетний корабель проєкту 22800             | 19.12.22 почав проходити випробування малий ракетний корабель «Буря» у складі Балтійського флоту                                     |
| Б-587 «Вєлікіє Лукі»                        | підводний човен проєкту 677                       | 23.12.22 був спущений на воду перед входженням у склад Балтійського флоту                                                            |
| «Град»                                      | малий ракетний корабель проєкту 21631             | 29.12.22 ввели до складу Балтійського флоту малий ракетний корабель «Град»                                                           |
| «Анатолій Шлємов»                           | тральщик проєкту 12700                            | 29.12.22 ввели до складу Тихоокеанського флоту тральщик «Анатолий Шлемов»                                                            |
| К-553 «Ґєнераліссімус Суворов»              | підводний човен проєкту 955                       | 29.12.22 був піднятий прапор перед входженням у склад Тихоокеанського флоту ВМФ                                                      |
| «Мєркурій»                                  | корвет проєкту 20380                              | 11.05.23 був переданий Військово-морському флоту РФ, без можливості потрапити до Чорноморського флоту                                |
| «Імпєратор Алєксандр III»                   | підводний човен проєкту 955                       | введено у стрій в листопаді 2023 року у складі Тихоокеанського флоту ВМФ                                                             |
| «Красноярск»                                | підводний човен проєкту 885М                      | введено у стрій в листопаді 2023 року у складі Тихоокеанського флоту ВМФ                                                             |
| «Кронштадт»                                 | підводний човен проєкту 677М                      | 01.02.24 військово-морський флот РФ прийняв до складу флоту дизельно-електричний підводний човен                                     |
| «Ніколай Камов»                             | тренувальне судно для вертолітників проєкту 14400 | 03.05.24 у РФ спустили на воду тренувальне судно для вертолітників                                                                   |
| «Віктор Вєлікій»                            | патрульний корабель проєкту 22160                 | 07.05.24 російська влада повідомила про побудову в Татарстані двох кораблів для ЧФ РФ                                                |
| «Тайфун»                                    | малий ракетний корабель проєкту 22800             | 07.05.24 російська влада повідомила про побудову в Татарстані двох кораблів для ЧФ РФ                                                |
| «Міхаіл Чєков»                              | рятувально-буксирне судно                         | 21.05.24 на астраханському судноремонтному заводі спустили на воду нове рятувально-буксирне судно «Міхаіл Чєков»                     |
| «Проворний»                                 | корвет проєкту 20385                              | 19.06.24 у Санкт-Петербурзі відбулася церемонія спуску на воду нового багатоцільового корвета «Проворний»                            |
| «Ступінєц»                                  | ракетний катер проєкту 12418                      | 29.07.24 на суднобудівному заводі «Вимпєл» в місті Рибінськ спустили на воду новий ракетний катер проєкту 12418 «Молнія»             |
| «Афанасій Іванніков»                        | тральщик проєкту 12700                            | будівництво корабля відбувалось у Санкт-Петербурзі, збудований 11.08.24                                                              |
| «Амур»                                      | малий ракетний корабель проєкту 22800             | 26.08.24 Каспійська флотилія ВМФ РФ прийняла до складу флоту новий ракетний корабель проєкту 22800                                   |
| «Адмірал флота Совєтского Союза Ісаков»     | фрегат проєкту 22350                              | 28.09.24 спустили на воду нового носія гіперзвукових ракет «Циркон», за планом корабель мав бути добудований до 2018 року            |
| «Якутск»                                    | підводний човен проєкту 636                       | 11.10.24 у Санкт-Петербурзі на воду спустили новий дизель-електричний підводний човен «Якутск»                                       |
| «Інженєр-адмірал Котов»                     | морський танкер проєкту 23130                     | у РФ спустили на воду морський танкер на Невському суднобудівно-судноремонтному заводі                                               |
| «Ніколай Зубов»                             | патрульний корабель проєкту 23550                 | 30.12.24 у РФ спустили на воду патрульний корабель льодового класу «Ніколай Зубов»                                                   |
| «Архангельск»                               | підводний човен проєкту 885М                      | 04.01.25 російський флот поповнився багатоцільовим атомним підводним човном                                                          |
| «Перм»                                      | підводний човен проєкту 885М                      | 28.03.25 у РФ спустили на воду п’яту атомну субмарину проєкту «Ясєнь-М»                                                              |
| «Афанасій Іванніков»                        | тральщик проєкту 12700                            | 08.05.25 Балтійський флот РФ поповнився тральщиком проєкту 12700                                                                     |
| «Владімір Андрєєв»                          | великий десантний корабель проєкту 11711          | 30.05.25 на суднобудівному заводі «Янтарь» спустили на воду ВДК для Тихоокеанського флоту                                            |
| «Адмірал Амєлько»                           | фрегат проєкту 22350                              | 14.08.25 відбувася спуск на воду фрегата «Адмірал Амєлько» (Тихоокеанський флот)                                                     |

### Трофеї
| назва      | тип                | к-ть | подробиці                                                                         |
| ---------- | ------------------ | ---- | --------------------------------------------------------------------------------- |
| «Аккерман» | МБАК проєкту 58155 | 1    | відомо про 2 неушкоджених захоплених МБАКи проєкту 58155 «Аккерман» та «Вишгород» |
| «Вишгород» | МБАК проєкту 58155 | 1    | відомо про 2 неушкоджених захоплених МБАКи проєкту 58155 «Аккерман» та «Вишгород» |

## Інша зброя та обладнання

### Інженерна техніка
| назва | тип                            | створення | знято з озброєння | подробиці                                                                                  |
| ----- | ------------------------------ | --------- | ----------------- | ------------------------------------------------------------------------------------------ |
| ІМР-1 | інженерна машина розгородження | 1969      | —                 | 21.11.23 стало відомо про дві задокументовані знищені інженерні машини розгородження ІМР-1 |

#### Інженерна техніка помічена при транспортуванні російською залізницею
| дата     | місце             | подробиці                                                                                                   |
| -------- | ----------------- | --- |
| 25.07.23 | —                 | ешелон який перевозив інженерну техніку, щонайменше 2 Baukema Grader SHM 4, 1 ВТ-72АРВ, 1 ГТ-МУ та 1 БТС-4А |
| 26.12.23 | АР Крим (Україна) | ешелон який перевозив щонайменше 1 одиницю інженерної бронетехніки                                          |

### Роботизована техніка
| назва    | тип                              | к-ть | подробиці                                              |
| -------- | -------------------------------- | ---- | ------------------------------------------------------ |
| ДСТ-Урал | роботизована машина розмінування | —    | 22.11.23 помічено в експлуатації російських військових |

### Засоби РЕБ
| назва      | тип                     | к-ть | подробиці                                                                                                  |
| ---------- | ----------------------- | ---- | --- |
| «Комета»   | система захисту від РЕБ | —    | вперше помічено у використанні в 2022 році                                                                 |
| «Серп-ВС»  | система РЕБ             | —    | 10.02.23 стало відомо про випробування                                                                     |
| «Волнорєз» | система РЕБ             | —    | 04.09.23 стало відомо що росіяни випробовують «танковий» РЕБ                                               |
| «Санія»    | система РЕБ             | —    | 15.01.24 стало відомо що танки російських військових почали оснащувати комплексом «Санія» проти FPV-дронів |

### Військова електроніка
| назва                                                              | тип                                                                | к-ть | подробиці | подробиці |
| ------------------------------------------------------------------ | ------------------------------------------------------------------ | ---- | --- | --- |
| ЛПД-801                                                            | антидрон-рушниця                                                   | —    | 01.08.22 помічено в Україні | 01.08.22 помічено в Україні |
| «Репейник»                                                         | переносна РЛС                                                      | —    | у грудні 2022 помічено в Україні | у грудні 2022 помічено в Україні |
| ПАРС                                                               | антидрон-рушниця                                                   | —    | 27.12.22 помічено в Україні | 27.12.22 помічено в Україні |
| «Маркер»                                                           | гусенична платформа                                                | 4    | 02.02.23 було заявлено про постачання | 02.02.23 було заявлено про постачання |
| УД22 (до боєприпасу Краснополь)                                    | наземний цілевказівник                                             | —    | 20.02.23 помічено в Україні | 20.02.23 помічено в Україні |
| AV 04.2.                                                           | наземний дрон                                                      | —    | 30.04.23 стало відомо про постачання | 30.04.23 стало відомо про постачання |
| ВКПО-3                                                             | комплект польового спорядження                                     | —    | 09.05.23 помічено у користуванні російськими військовими                                                                                          | 09.05.23 помічено у користуванні російськими військовими                                                                                          |
| «Волнорез»                                                         | станція РЕБ                                                        | —    | станом на вересень 2023 р. проходив заводські випробування                                                                                        | станом на вересень 2023 р. проходив заводські випробування                                                                                        |
| наземна евакуаційно-логістична платформа з станцією РЕБ «Волнорез» | наземна евакуаційно-логістична платформа з станцією РЕБ «Волнорез» | —    | 05.12.23 стало відомо про використання | 05.12.23 стало відомо про використання |
| 1К148 «Ястреб-АВ»                                                  | комплекс артилерійської розвідки                                   | 1+   | 02.01.24 стало відомо про застосування нової розробки у війні                                                                                     | щонайменше 1 втрачена у той же день |
| «Ірбіс»                                                            | комплекс РЛС                                                       | —    | 07.07.24 російські окупаційні війська отримали на озброєння універсальну радіолокаційну станцію «Ірбіс» для пеленгації вогню артилерії та авіації | 07.07.24 російські окупаційні війська отримали на озброєння універсальну радіолокаційну станцію «Ірбіс» для пеленгації вогню артилерії та авіації |

### Протиповітряна зброя
| назва | назва         | тип                 | к-ть | подробиці                                                                                        |
| ----- | ------------- | ------------------- | ---- | ------------------------------------------------------------------------------------------------ |
| КНР   | Silent Hunter | лазерна система ППО | —    | 31.05.25 стало відомо що російські військові отримали на озброєння китайську лазерну систему ППО |

### Протитанкова зброя
| назва          | назва      | тип                             | к-ть | подробиці |
| -------------- | ---------- | ------------------------------- | ---- | --- |
| Іран           | Dehlaviyeh | ПТРК                            | —    | 28.04.23 помічено в російських військових                                                                                  |
| Північна Корея | Bulsae-4   | протитанковий ракетний комплекс | —    | 30.07.24 комплекс вперше виявила українська аеророзвідка на одному з напрямків, коли він перебував на відкритій місцевості |
| Північна Корея | «Фенікс-1» |                                 | —    | 19.10.24 стало відомо що росіяни використовують північнокорейські копії ракет до ПТРК «Конкурс»                            |
| Північна Корея | «Фенікс-2» |                                 | —    | 19.10.24 стало відомо що росіяни використовують північнокорейські копії ракет до ПТРК «Конкурс»                            |

20 травня 2024 року стало відомо що військово-промисловий комплекс Білорусі має виготовити 70 прицілів для протитанкових комплексів «Хризантема» в рамках російського замовлення.

### Польове спорядження
| назва | назва      | тип                 | к-ть   | подробиці                                                                   |
| ----- | ---------- | ------------------- | ------ | --------------------------------------------------------------------------- |
| Іран  | Rouin-3    | захисне спорядження | —      | 15.11.22 помічено в російських військових                                   |
| Іран  | NIJ II     | шолом               | —      | 15.11.22 помічено в російських військових                                   |
| Іран  | бронежилет | бронежилет          | 10 000 | 08.03.23 стало відомо про можливе постачання 10 000 бронежилетів та шоломів |
| Іран  | шолом      | шолом               | 10 000 | 08.03.23 стало відомо про можливе постачання 10 000 бронежилетів та шоломів |

### Стрілецька зброя
| назва                           | тип                                                         | к-ть | подробиці |
| ------------------------------- | ----------------------------------------------------------- | ---- | --- |
| TSVL-8 M5 «Доминатор»           | снайперська гвинтівка                                       | —    | у травні 2022 помічено в Україні                                                                                      |
| СВЛК-14С «Сумрак»               | снайперська гвинтівка                                       | —    | 19.01.23 помічено в Україні                                                                                           |
| А-545                           | автомат                                                     | —    | 23.12.23 помічено у використанні російськими солдатами                                                                |
| РПЛ-20                          | кулемет 5.45-мм                                             | —    | 12.08.24 концерн «Калашніков» виготовив першу партію легких кулеметів РПЛ-20 для дослідної військової експлуатації    |
| Снайперська гвинтівка Драгунова | снайперська гвинтівка                                       | —    | 13.09.24 стало відомо що РФ нарощує виробництво снайперських гвинтівок Драгунова                                      |
| «Нарвал»                        | дистанційно керований модуль для великокаліберного кулемету | —    | 20.09.24 ЧФ РФ отримав першу партію корабельних дистанційно керованих модулів «Нарвал» для великокаліберних кулеметів |
| Type 73                         | 7.62-мм кулемет                                             | —    | 07.11.24 вперше було помічено як російські війська почали використовувати північнокорейські кулемети Type 73          |
| АН-94 «Абакан»                  | автомат                                                     | —    | 12.11.24 помічено у користуванні російськими військовими                                                              |
| Type 56-1                       | автомат                                                     | —    | 21.04.25 росіяни почали використовувати китайські автомати Type 56-1                                                  |

### Інше
3 січня 2025 року стало відомо що російські військові навчальні заклади готують артилеристів до використання тактичної системи «Глаз/Гроза», яка є аналогом української «Кропиви» для налагодження взаємодії розвідувальних та ударних підрозділів.
| назва    | тип                | к-ть | подробиці                                                                                                  |
| -------- | ------------------ | ---- | --- |
| ГШГ 7.62 | авіаційний кулемет | —    | 03.06.24 стало відомо про російську модернізацію кулемета для боротьби з надводними безпілотними апаратами |

## Тренування російських військових за кордоном
14 вересня 2022 року стало відомо що Росія використовувала Таджикистан (Душанбе і Бохтарі) та Киргизстан (авіабаза Кант) для тренування та перекидання своїх військових в Україну.

## Людський ресурс

### Іноземні найманці
Росія майже з самого початку повномасштабного вторгнення в Україну вербує найманців з Азії та Африки, зазвичай це не професійні військові, а заробітчани яким обіцяють високу зарплатню, громадянство всього за рік служби, роботу в Москві або в тилу. Декого заманюють до РФ обманом і відбирають документи, а потім відправляють як гарматне мʼясо в зону бойових дій. Деяких іноземців звинувачують у кримінальних злочинах, а згодом вербують до армії з вʼязниці, обіцяючи списати строк увʼязнення. Так у російських збройних силах опиняються чоловіки з Непалу, Індії, Сомалі та багатьох інших країн.
5 вересня 2023 року МЗС Куби заявила про виявлення мережі постачання найманців (кубинців) – для участі на боці Росії у війні проти України. 6 грудня правоохоронці в Непалі затримали десять осіб за підозрою у незаконному вербуванні мешканців країни до російської армії.
1 січня 2024 року стало відомо що у новорічну ніч поліція Санкт-Петербурга затримала тисячі мігрантів, щоби набрати «добровольців» на війну. 8 березня в Індії викрили масштабну мережу работорговців, що постачала людей в Росію для примусової служби та участі у війні проти України. 15 травня стало відомо що за оцінками уряду Шрі-Ланки, що близько 280 громадян країни були завербовані для участі у війні проти України на боці збройних сил РФ, у країні триває розслідування з пошуку вербувальників, які діяли від самого початку повномасштабного вторгнення РФ в Україну. 18 травня уряд Шрі-Ланки направив до Росії делегацію високопосадовців для пошуку та з’ясування долі понад сотень громадян, які беруть участь у війні проти України.
28 травня в пресслужбі Головного управління розвідки повідомили, що у РФ створили спеціальний підрозділ, який займається вербуванням найманців в декількох країнах Африки, зокрема ― в Руанді, Бурунді, Конго та Уганді, найманцям пропонують 2000 доларів за підписання контракту. Також російські спецслужби активно вербують громадян Сирії, Непалу та країн середньої Азії.
28 червня того ж року стало відомо що делегація Шрі-Ланки провела зустріч із представниками російського режиму, на якій представники Шрі-Ланки заговорили про компенсацій за її вбитих і поранених громадян, які служили за контрактом у російській армії. Про це повідомило посольство Шрі-Ланки в Москві, Шрі-Ланка зазначила, що 17 її громадян загинули, перебуваючи на службі в російському війську. Кількість поранених не назвала, але водночас наголосила на тяжкому становищі своїх громадян, з якими не вдається вийти на звʼязок.
У вересні стало відомо про мігрантів з Гани яких обманом змусили підписати контракт до армії РФ (станом на 17 вересня, з 14 чоловіків залишилось 3, решта зниклі безвісти).
12 жовтня за неперевіреною інформацією від Washington Post, північнокорейські солдати проходять підготовку в Росії, щоб потім вирушити на війну в Україну. 22 жовтня стало відомо що Індія повернула 85 своїх громадян, яких завербували в армію РФ. 24 листопада видання Financial Times повідомило що до російської армії завербовували сотні єменців для участі у війні проти України, їм обіцяли роботу в Росії з високою зарплатою та російське громадянство. Роботу обіцяла компанія, пов’язана із хуситами. Коли єменці приїжджали до РФ, їх змушували підписати контракти з міністерством оборони та відправляли на війну.

#### Північна Корея
15 жовтня стало відомо що влада РФ готується ратифікувати договір з КНДР про стратегічне партнерство. Того ж дня стало відомо що РФ ймовірно формує спеціальний батальйон з північнокорейських громадян для участі у бойових діях на Курщині та захисту кордону. Формування нового батальйону відбувається на базі 11-ї окремої десантно-штурмової бригади армії РФ та має налічувати приблизно 3 000 північнокорейських громадян. 16 жовтня Зеленський заявив, що Північна Корея передає людей для використання як робочої сили на російських заводах та як особового складу російської армії. 22 жовтня у американському виданні Newsweek з посиланням на інформовані джерела розповіли, що Північна Корея направила до Росії льотчиків, які мають навчитися керувати російськими бойовими літаками.

### Інше
Згідно інформації у російських ЗМІ, у Міністерстві оборони Росії вербують для війни проти України ув’язнених жіночих виправних колоній, у тому числі колонії №2 у селищі Ульянівка Ленінградської області.

## Втрати[484]
Підрахунок візуально підтверджених втрат згідно з Oryxspioenkop.
| тип                                      | к-ть  | подробиці |
| ---------------------------------------- | ----- | --- |
| літаки та гелікоптери                    | 230   | станом на 12.12.23 зафіксовано 229 втрачених літаків та гелікоптерів що належали російським силовим відомствам та терористичним організаціям (у тому числі за межами території бойових дій) |
| танк                                     | 2 450 | станом на 05.11.23 задокументовано 2 450 втрачених танків |
| бронетехніка                             | 5 029 | станом на 05.11.23 задокументовано 5 029 втрачених одиниць іншої бронетехніки |
| артилерія                                | 1 227 | станом на 05.11.23 задокументовано 1 227 втрачених одиниць артилерії |
| засоби ППО                               | 219   | станом на 05.11.23 задокументовано 219 втрачених засобів ППО |
| БпЛА оперативно-тактичного рівня         | 317   | станом на 05.11.23 задокументовано 317 втрачених БпЛА оперативно-тактичного рівня |
| інженерна та військово-інженерна техніка | 358   | станом на 05.11.23 задокументовано 358 втрачених одиниць інженерної техніки |
| військові кораблі та субмарини           | 16    | станом на 05.11.23 задокументовано 16 втрачених військових кораблів та субмарин |